# Список эпизодов мультсериала «Черепашки-ниндзя» (1987)
Ниже приведён список эпизодов мультсериала «Черепашки-ниндзя», премьера которого состоялась в 1987 году. В общей сложности в период с 1987 по 1996 год вышло 193 эпизода. Первые три сезона транслировались в синдикации. В дальнейшем по субботам на канале Си-би-эс проходил показ остальных серий.
С 14 августа 2012 года Lionsgate Home Entertainment выпустила все десять сезонов на DVD в Северной Америке, в то время как Family Home Entertainment ранее издавала мультсериал на VHS; свои ранние DVD-релизы Lionsgate создавала совместно с с FHE.

## Обзор сезонов
| Сезон | Серии | Серии | Даты показа      | Даты показа     | Даты показа                                |
| Сезон | Серии | Серии | Первая серия     | Последняя серия | Канал                                      |
| ----- | ----- | ----- | ---------------- | --------------- | ------------------------------------------ |
| 1     | 5     | 5     | 14 декабря 1987  | 19 декабря 1987 | Синдикация                                 |
| 2     | 13    | 13    | 1 октября 1988   | 24 декабря 1988 | Синдикация                                 |
| 3     | 47    | 47    | 25 сентября 1989 | 15 декабря 1989 | Синдикация                                 |
| 4     | 41    | 41    | 8 сентября 1990  | 29 марта 1991   | Синдикация (15 эпизодов) CBS (26 эпизодов) |
| 5     | 20    | 20    | 14 сентября 1991 | 25 декабря 1991 | CBS                                        |
| 6     | 16    | 16    | 12 сентября 1992 | 26 декабря 1992 | CBS                                        |
| 7     | 27    | 27    | 13 сентября 1993 | 18 декабря 1993 | CBS                                        |
| 8     | 8     | 8     | 17 сентября 1994 | 5 ноября 1994   | CBS                                        |
| 9     | 8     | 8     | 16 сентября 1995 | 4 ноября 1995   | CBS                                        |
| 10    | 8     | 8     | 14 сентября 1996 | 2 ноября 1996   | CBS                                        |
| СП    | 7     | 7     | 21 апреля 1990   | 12 ноября 2017  | CBS                                        |

## Эпизоды

### Сезон 1 (1987)
Первый сезон выпущен в эфир в декабре 1987 года. Первый сезон состоит из пяти эпизодов, которые стали пилотными. Во всех эпизодах первого сезона Технодром располагается под Нью-Йорком.
| № общий | № в сезоне | Название                                                                        | Режиссёр      | Автор сценария           | Премьера в США  |
| --- | ---------- | ------------------------------------------------------------------------------- | ------------- | ------------------------ | --------------- |
| 1 | 1          | «Turtle Tracks» «По следам черепашек»                                           | Винсент Дэвис | Дэвид Уайз и Патти Ховет | 14 декабря 1987 |
| Нью-Йорк переживает волну преступности. Репортёр Эйприл О'Нил обнаруживает, что ворами являются ниндзя. Когда уличная банда нападает на Эйприл, она сбегает в канализацию, где её спасают черепашки. От их вида она падает в обморок, и черепахам не остаётся ничего другого, как отнести её к себе на базу. Там Эйприл встречает их наставника, крысу Сплинтера, который рассказывает ей свою предысторию о японском ниндзя Хамато Ёси. Когда черепашки и Эйприл исследуют улицы на предмет происхождение воров, они обнаруживают группу роботов-ниндзя, по униформе которых Сплинтер опознаёт, что они принадлежат клану Фут. Эйприл может их разоблачить, но её похищает Шреддер. Черепашки отправляются в погоню, чтобы освободить её. Примечание: Первое появление Черепашек (Леонардо, Донателло, Рафаэля и Микеланджело), Эйприл О’Нил, Мастера Сплинтера (Хамато Ёси), Шреддера, Бибопа, Рокстеди, Берна Томпсона и Вернона Фенвика, клана Фут. Злодеи: Шреддер, Бибоп и Рокстеди. |            |                                                                                 |               |                          |                 |
| 2 | 2          | «Enter The Shredder» «Внимание: Шреддер!»                                       | Винсент Дэвис | Дэвид Уайз и Патти Ховет | 15 декабря 1987 |
| Лидер клана Фут Ороку Саки (Шреддер) решает вместе со своим партнёром Крэнгом из Измерения Икс превратить двух головорезов в мутантов, используя мутаген, который создал Сплинтера и Черепашек. Таким образом Бибоп и Рокстеди превращается в кабана и носорога. При попытке проникнуть внутрь Технодрома его охранные системы захватывают Сплинтера, и черепашки идут его спасать в Технодром. Примечание: Первое появление Крэнга и Технодрома. Злодеи: Шреддер, Бибоп, Рокстеди и Крэнг. |            |                                                                                 |               |                          |                 |
| 3 | 3          | «A Thing About Rats» «Кое-что о крысах»                                         | Винсент Дэвис | Дэвид Уайз и Патти Ховет | 16 декабря 1987 |
| Шреддер нанимает учёного Бакстера Стокмана, потому что его изобретение крысы-роботы, охотники за мышами может помочь ему найти Сплинтера. После первоначальной атаки охотников за мышами, черепахи и Сплинтер идут прятаться в квартире Эйприл. Примечание: Первое появление Бакстера Стокмана. Примечание: Крэнг освобождает Микеланджело и помогает ему уничтожить управления устройством охотники за мышами. Злодеи: Шреддер, Бибоп, Рокстеди, Крэнг и Бакстер Стокман. |            |                                                                                 |               |                          |                 |
| 4 | 4          | «Hot Rodding Teenagers from Dimension X» «Крутые тинейджеры из измерения «Икс»» | Винсент Дэвис | Дэвид Уайз и Патти Ховет | 17 декабря 1987 |
| Шреддер впервые открывает портал в Измерение Икс, откуда появляется компания Нейтрино и двое каменных солдат Крэнга, с которыми сразу завязывают бой Бибоп и Рокстеди. Шреддер останавливает бой и Трааг с напарником на танке отправляются ловить Нейтрино, которые уже познакомились с черепашками. Те вступают в бой, используя свою технику, и Леонардо удаётся вывести из строя танк Траага, но тем временем на место схватки прибывает полиция и солдаты. Трааг и его напарник отступают и, прежде чем добраться до Технодрома, запускают в небо синтезатор погоды — устройство, меняющее погоду в зависимости от его настройки, с которым теперь предстоит разбираться черепашкам. Примечание: Первое появление нейтрино (Калы, Даска, и Зака), генерала Траага. Примечание: Первый эпизод без Сплинтера. Злодеи: Шреддер, Бибоп, Рокстеди, Крэнг и генерал Трааг. |            |                                                                                 |               |                          |                 |
| 5 | 5          | «Shredder is Splintered» «Расщепление Шреддера»                                 | Винсент Дэвис | Дэвид Уайз и Патти Ховет | 18 декабря 1987 |
| Шреддер передаёт сообщение черепахам, демонстрируя генератор обратной мутации, который может превратить Сплинтера обратно в человека. Сплинтер отправляется за ним, а тем временем Шреддер помещает Крэнга в созданное для него тело. Черепахи приходят на помощь Сплинтеру и вступают в сражение с Крэнгом. Затем черепахи побеждают Крэнга и Сплинтер разрушает генератор обратной мутации, чтобы спасти черепах. Шреддер и Крэнг пытаются открыть портал вновь, но Донателло меняет полярность и весь Технодром втягивает в Измерение Икс. Злодеи: Шреддер, Крэнг, Бибоп и Рокстеди. |            |                                                                                 |               |                          |                 |

### Сезон 2 (1988)
Второй сезон вышел в эфир в октябре 1988 года. Большую часть сезона Технодром находится в Измерении Икс. В большинстве серий Шреддер действует без помощи Крэнга.
| № общий | № в сезоне | Название                                                                           | Режиссёр   | Автор сценария             | Премьера в США  |
| --- | ---------- | ---------------------------------------------------------------------------------- | ---------- | -------------------------- | --------------- |
| 6 | 1          | «Return of the Shredder» «Возвращение Шреддера»                                    | Билл Вульф | Дэвид Уайз и Патти Ховет   | 1 октября 1988  |
| Шреддер возвращается из Измерения Икс. Пока он себя не проявит, Крэнг отказывает ему в любой помощи - как своими солдатами, так и подручными Шреддера. Шреддер идёт в школу каратэ где захватывает власть и учит студентов, как совершать преступления. Для очернения репутации черепах, он приказывает студентам надеть их костюмы. Шреддер также освобождает Бакстера Стокмана из-под стражи и даёт ему задачу похитить Сплинтера. Примечание: Первое появление Ирмы, Тиффани, Слэша Макеша и его студентов. Злодеи: Шреддер, Бибоп, Рокстеди, Крэнг, Бакстер Стокман, Слэш Макеш и его студенты. |            |                                                                                    |            |                            |                 |
| 7 | 2          | «The Incredible Shrinking Turtles» «Невероятное превращение черепашек в лилипутов» | Билл Вульф | Ларри Парр                 | 8 октября 1988  |
| Черепахи ищут фрагменты Глаза Сарнета, кристалла с невообразимой силой. После нахождения первого фрагмента Шреддер крадёт его и использует, чтобы уменьшить черепах. Теперь Сплинтер и Эйприл О'Нил должны вмешаться. Эйприл может увеличить черепах, но наши герои теряются, и Шреддер сбегает с первым фрагментом. Злодеи: Шреддер, Бибоп, Рокстеди, Крэнг и Бакстер Стокман. |            |                                                                                    |            |                            |                 |
| 8 | 3          | «It Came from Beneath the Sewers» «Нападение пришельца»                            | Билл Вульф | Ларри Парр                 | 15 октября 1988 |
| Узнав, что рост растения-мутанта ускоряется при помощи первого фрагмента Глаза Сарнета, Шреддер распространяет его по городу, чтобы напасть на черепах. Между тем, Шреддер заманил в ловушку Эйприл и сразу же захватил её. Тем не менее, черепахи переодеваются доставщиками пиццы и освобождают её, хотя Шреддер сбегает с фрагментом, в то время как черепахи должны уничтожить растение-мутанта, которое сеет хаос в городе. Злодеи: Шреддер, Бибоп, Рокстеди, Крэнг и Бакстер Стокман. |            |                                                                                    |            |                            |                 |
| 9 | 4          | «The Mean Machines» «Злобные машины»                                               | Билл Вульф | Майкл Ривз                 | 22 октября 1988 |
| Найдя второй фрагмент глаза Сарнета, Шреддер использует его в качестве источника питания для суперкомпьютера по имени Омнис, в надежде открыть портал в измерение Икс. Между тем, черепахи сталкиваются с машинами, которые вдруг выходят из строя по всему городу. Примечание: Первое появление Омниса. Примечание: Это самый первый эпизод без Бибопа и Рокстеди. Злодеи: Шреддер, Омнис, Крэнг и Бакстер Стокман. |            |                                                                                    |            |                            |                 |
| 10 | 5          | «Curse of the Evil Eye» «Проклятие глаза Сарнета»                                  | Билл Вульф | Мартин Паско               | 29 октября 1988 |
| Шреддер собирает Глаз Сарнета, присоединяет его к шлему, и планирует раскрыть свою власть миру. Тем не менее, когда черепахи вмешиваются, шлем попадает в другие руки. Злодеи: Шреддер, Крэнг и Бакстер Стокман. |            |                                                                                    |            |                            |                 |
| 11 | 6          | «The Case of the Killer Pizzas» «Дело о пиццах-убийцах»                            | Билл Вульф | Даг Бут                    | 5 ноября 1988   |
| Крэнг посылает яйца существ, которые выглядят как фрикадельки, чтобы убить черепах. Бакстер Стокман устраивает конкурс, так что он и Шреддер могут отдать смертоносные пиццы черепахам. Тем не менее, из-за нетерпеливых клиентов черепахи в конечном итоге получают обычные пиццы, а пиццы-ловушки находятся где-то в Нью-Йорке. Шреддер и Бакстер в итоге становятся жертвами своих собственных монстров, когда последние не могут отличить союзника от врага. Злодеи: Шреддер, Крэнг, Бакстер Стокман, Бибоп и Рокстеди. |            |                                                                                    |            |                            |                 |
| 12 | 7          | «Enter: The Fly» «Приход мухи»                                                     | Билл Вульф | Майкл Ривз и Бринн Стефенс | 12 ноября 1988  |
| Шреддер получает назад Бибопа и Рокстеди, его приспешников в обмен на Бакстера. Крэнг пытается уничтожить Бакстера, но в кабину по уничтожению залетает муха, и Бакстер мутирует в муху. Злодеи: Шреддер, Крэнг, Бакстер Стокман, Бибоп и Рокстеди. |            |                                                                                    |            |                            |                 |
| 13 | 8          | «Invasion of the Punk Frogs» «Вторжение панкующих жаб»                             | Билл Вульф | Майкл Ривз                 | 10 ноября 1988  |
| У Шреддера заканчивается мутаген, и Крэнг посылает ему канистру, которая попадает в Эверглейдс в связи с проблемами портала. Шреддер видит мутагенную канистру сломанной, и созданных четырёх мутантов-лягушек, которых он заставляет совершить грабежи, а также ненавидеть черепах. Донателло понимает, что Шреддер заказывает ограбления химических веществ в целях массового производства мутагена. Черепахи должны столкнуться с лягушками, но их миссия становится сложной из-за полиции Нью-Йорка, у которой появилась античерепашья целевая группа. Примечание: Первое появление панк-Лягушек (Лягушка Аттила (вооружён кистенём), Лягушка Чингис (вооружён лабрисом), Лягушка Аларик — жаба-убийца (вооружён луком и стрелами), и Наполеон Бонаквак (вооружён кнутом)). Если Сплинтер назвал черепах из-за его любви к истории искусства в честь художников, то Шреддер дал имена лягушкам в честь завоевателей и военных гениев, которыми он восхищается. Злодеи: Шреддер, Крэнг, Бибоп и Рокстеди. |            |                                                                                    |            |                            |                 |
| 14 | 9          | «Splinter No More» «Превращение Сплинтера»                                         | Билл Вульф | Майкл Ривз и Бринн Стефенс | 19 ноября 1988  |
| Донателло разрабатывает лекарство, чтобы сделать Мастера Сплинтера снова человеком. Между тем, Шреддер планирует открыть портал в измерение Икс. Злодеи: Шреддер, Крэнг, Бибоп и Рокстеди. |            |                                                                                    |            |                            |                 |
| 15 | 10         | «New York's Shiniest» «Самые блистательные в Нью-Йорке»                            | Билл Вульф | Ричард Мервин              | 3 декабря 1988  |
| Робот-полицейский Рекс-1, помогает Эйприл и черепахам победить злобную армию роботов-полицейских под контролем Шреддера. Примечание: Первое появление Рекс-1. Злодеи: Шреддер, Крэнг, Бибоп, Рокстеди и армия роботов полицейских. |            |                                                                                    |            |                            |                 |
| 16 | 11         | «Teenagers from Dimension X» «Тинейджеры из измерения «Икс»»                       | Билл Вульф | Майкл Ривз                 | 10 декабря 1988 |
| Нейтрино возвращаются на Землю после разбирательства со Шреддером и Крэнгом. Тем временем Шреддер и Крэнг пытаются избавиться от черепах при помощи нейтрализатора разума. У Шреддера интерес к способностям кристалла в машине, он хочет открыть портал и пытается заполучить в свои руки кристалл, а тем временем черепахи пытаются получить кристалл. Злодеи: Шреддер, Крэнг, Бибоп и Рокстеди. |            |                                                                                    |            |                            |                 |
| 17 | 12         | «The Catwoman from Channel Six» «Женщина-кошка с канала № 6»                       | Билл Вульф | Ричард Мервин              | 17 декабря 1988 |
| Нелепый случай, из-за которого Эйприл превращается в женщину-кошку. Ирма поручает черепахам спасти её. Злодеи: Шреддер, Крэнг, Бибоп и Рокстеди. |            |                                                                                    |            |                            |                 |
| 18 | 13         | «Return of the Technodrome» «Возвращение Технодрома»                               | Билл Вульф | Майкл Ривз                 | 24 декабря 1988 |
| В то время как Сплинтер уходит на уединение, черепахи должны попытаться остановить Технодром от возвращения на землю. Злодеи: Шреддер, Крэнг, Бибоп и Рокстеди. |            |                                                                                    |            |                            |                 |

### Сезон 3 (1989)
Большую часть сезона Технодром расположен глубоко под землёй. Чтобы добраться до Технодрома с поверхности земли, герои пользуются машинами со специальными бурами.
| № общий | № в сезоне | Название                                                             | Режиссёр   | Автор сценария                   | Премьера в США   |
| --- | ---------- | -------------------------------------------------------------------- | ---------- | -------------------------------- | ---------------- |
| 19 | 1          | «Beneath These Streets» «Глубоко под землёй»                         | Билл Вульф | Майкл Ривз                       | 25 сентября 1989 |
| Черепахи узнают как сильно ослаб Сплинтер, ведь он пострадал во время битвы со Шреддером. Злодеи: Шреддер, Крэнг, Бибоп и Рокстеди. |            |                                                                      |            |                                  |                  |
| 20 | 2          | «Turtles on Trial» «Черепашки из зала суда»                          | Билл Вульф | Майкл Ривз                       | 26 сентября 1989 |
| Черепахи, смотря тв-шоу, узнают, что телеведущий изображает своих героев как угрозу для общества. Черепахи воздерживаются публично очистить своё имя, чтобы победить Крэнга и его новое роботизированное оружие. Злодеи: Шреддер, Крэнг, Бибоп и Рокстеди. |            |                                                                      |            |                                  |                  |
| 21 | 3          | «Attack of the 50-Foot Irma» «Атака 50 футовой Ирмы»                 | Билл Вульф | Роуби Горен                      | 27 сентября 1989 |
| Ирма случайно становится гигантской, и её естественно неуклюжий характер делает её опасной для города. Черепахи и Эйприл О'Нил скрывают её и ищут лечение. Злодеи: Шреддер, Крэнг, Бибоп и Рокстеди. |            |                                                                      |            |                                  |                  |
| 22 | 4          | «The Maltese Hamster» «Черепашки против мафии»                       | Билл Вульф | Дэвид Уайз                       | 28 сентября 1989 |
| Гангстеры сметают весь антиквариат в городе. И когда они украли большую часть наших героев, Донателло и Эйприл выясняют причину. Может во всём виноват Шреддер? Примечание: Первое появление Мясника. Примечание: Это второй эпизод без Крэнга. Злодеи: Шреддер, Бибоп и Рокстеди. |            |                                                                      |            |                                  |                  |
| 23 | 5          | «Sky Turtles» «Небесные черепашки»                                   | Билл Вульф | Рид Шелли и Брюс Шелли           | 29 сентября 1989 |
| Шредер изобретает устройство, изменяющее гравитацию. Вскоре она распространяется на поверхности и влияет на весь Нью-Йорк. Злодеи: Шреддер, Крэнг, Бибоп и Рокстеди. |            |                                                                      |            |                                  |                  |
| 24 | 6          | «The Old Switcheroo» «Старый переключатель»                          | Билл Вульф | Майкл Ривз                       | 2 октября 1989   |
| Шреддер и Сплинтер меняются телами, когда устройство случайно активируется во время битвы между черепахами и их врагами. Шреддер планирует обмануть черепах и покончить с ними. Черепашки и Сплинтер пытаются заманить Шреддера, чтобы Сплинтер вернул своё тело. Злодеи: Шреддер, Крэнг, Бибоп и Рокстеди. |            |                                                                      |            |                                  |                  |
| 25 | 7          | «Burne's Blues» «Блюз Берна»                                         | Билл Вульф | Билл Вульф и Гордон Брэссак      | 3 октября 1989   |
| В середине летней жары, кто-то разрушает все кондиционеры и захватывает все фреоны города. В то же время, Вернон и Берн ищут черепах, но находят что-то ещё. Примечание: Первое появление Дона Туртели. Злодеи: Шреддер, Крэнг, Бибоп и Рокстеди. |            |                                                                      |            |                                  |                  |
| 26 | 8          | «The Fifth Turtle» «Пятая черепашка»                                 | Билл Вульф | Френсис Мосс                     | 4 октября 1989   |
| Мальчик по имени Зак изо всех сил старается помочь черепахам, но с не слишком удачными результатами. В конце концов, он показал себя очень полезным для команды черепах. Примечание: Первое появление Зака и его брата Уолта. Злодеи: Шреддер, Крэнг, Бибоп и Рокстеди. |            |                                                                      |            |                                  |                  |
| 27 | 9          | «Enter the Rat King» «Король крыс»                                   | Билл Вульф | Базз Диксон                      | 5 октября 1989   |
| Загадочный человек обитает в канализации и имеет возможность держать крыс под своим контролем. Может ли Сплинтер сопротивляться его силе, или он уничтожит черепах под воздействием крысиного короля? Примечание: Первое появление Крысиного короля. Примечание: Это самый первый эпизод без Шреддера. Злодеи: Крысиный король. |            |                                                                      |            |                                  |                  |
| 28 | 10         | «Turtles at the Earth's Core» «Черепашки у центра Земли»             | Билл Вульф | Майкл Ривз                       | 6 октября 1989   |
| Живой динозавр блуждает по городу и внезапно исчезает. Черепахи, следуя за ним, делают шокирующее открытие: Земля, где бродят динозавры. Между тем Шреддер, Бибоп и Рокстеди здесь же пытаются собрать кристалл, необходимый для зарядки Технодрома Крэнгом. Черепахи обнаруживают, что кристалл — это жизненная сила всех динозавров, и они должны вернуть его обратно, прежде чем все динозавры будут уничтожены. Злодеи: Шреддер, Крэнг, Бибоп и Рокстеди. |            |                                                                      |            |                                  |                  |
| 29 | 11         | «April's Fool» «Розыгрыш Эйприл»                                     | Рег Лодж   | Майкл Ривз и Бринн Стефенс       | 9 октября 1989   |
| Император Алистер из Малакурии прибывает в США с образцом Малакуриан 19. Крэнг понимает, что это способ подачи питания на Технодром, который имеет постоянные нарушения энергоснабжения. Чтобы отпраздновать отношения между Малакурией и США, император устраивает бал-маскарад в Нью-Йорке, но его дочь Мэллори пробирается за ночь в город. Эйприл принимают за принцессу Мэллори. На маскараде также появляется Шреддер, Бибоп и Рокстеди, которые планирует похитить принцессу Мэллори, чтобы получить Малакуриан 19. Примечание: Первое появление Алистера и Мэллори. Злодеи: Шреддер, Крэнг, Бибоп и Рокстеди.                            |            |                                                                      |            |                                  |                  |
| 30 | 12         | «Attack of Big MACC» «Атака Биг-Мака»                                | Билл Вульф | Френсис Мосс                     | 10 октября 1989  |
| Робот, известный как мобильный бронированный компьютеризированный боец, перемешается на 400 лет из будущего в 20-й век в Нью-Йорк. Он знакомится с черепахами, но Шреддер и Крэнг ищут его, чтобы перепрограммировать и переманить на свою сторону. Примечание: Первое появление Мака. Злодеи: Шреддер, Крэнг, Бибоп и Рокстеди. |            |                                                                      |            |                                  |                  |
| 31 | 13         | «The Ninja Sword of Nowhere» «Меч ниндзя из ниоткуда»                | Билл Вульф | Майкл Эденс и Марк Эдвард Эденс  | 11 октября 1989  |
| Шреддер получает во владение древний меч ниндзя, который создан из металла космического происхождения, что позволяет проходить сквозь измерения. Злодеи: Шреддер, Крэнг, Бибоп и Рокстеди. |            |                                                                      |            |                                  |                  |
| 32 | 14         | «20,000 Leaks Under the City» «20.000 лье под городом»               | Билл Вульф | Роберт Шули и Марк МакКоркл      | 12 октября 1989  |
| Крэнг и Шреддер придумали план, чтобы избавиться от команды черепах. В результате город оказывается затоплен водой из океана. Злодеи: Шреддер, Крэнг, Бибоп и Рокстеди. |            |                                                                      |            |                                  |                  |
| 33 | 15         | «Take Me to Your Leader» «Великое оледенение»                        | Билл Вульф | Дэвид Уайз                       | 13 октября 1989  |
| Обеспокоенный тем, что Шреддер скоро выиграет, Леонардо, сомневаясь в своём руководстве, принимает решение уйти на некоторое время. Между тем Крэнг и Шреддер забирают солнечную энергию от солнца для двойной цели питания Технодрома и для создания на Земле ледникового периода. Без Леонардо, три других черепахи попытаются сорвать планы Шреддера, принимая решения по очереди как лидеры, но каждый понимает, что должен преодолеть собственные недостатки. Так, Рафаэль учится принимать решения, Микеланджело становится более серьёзным, а Донателло анализирует даже самые очевидные факты. Злодеи: Шреддер, Крэнг, Бибоп и Рокстеди. |            |                                                                      |            |                                  |                  |
| 34 | 16         | «Four Musketurtles» «Четыре черепашки мушкетёра»                     | Билл Вульф | Фред Вульф                       | 16 октября 1989  |
| Из-за шишки на голове Леонардо думает, что находится в семнадцатом веке во Франции, а его товарищи мушкетёры. Злодеи: Шреддер, Крэнг, Бибоп и Рокстеди. |            |                                                                      |            |                                  |                  |
| 35 | 17         | «Turtles, Turtles Everywhere» «Черепашки, везде черепашки»           | Билл Вульф | Дэвид Каррен и Дж. Ларри Кэрролл | 17 октября 1989  |
| Шреддер перепрограммирует новый суперкомпьютер по сбору городского мусора, чтобы поймать черепашек-ниндзя. Но тот не способен определить их и из-за этого собирает черепах всех видов! Примечание: Первое появление 1001-й суперкомпьютер. Злодеи: Шреддер, Крэнг, Бибоп и Рокстеди. |            |                                                                      |            |                                  |                  |
| 36 | 18         | «Cowabunga Shredhead» «Ковабунга, Шреддеголовый»                     | Билл Вульф | Дуан Капиззи и Стив Робертс      | 18 октября 1989  |
| После компьютерного сбоя Шреддер считает, что он Микеланджело. Злодеи: Шреддер, Крэнг, Бибоп и Рокстеди. |            |                                                                      |            |                                  |                  |
| 37 | 19         | «Invasion of the Turtle Snatchers» «Вторжение похитителей черепашек» | Билл Вульф | Френсис Мосс                     | 19 октября 1989  |
| Инопланетяне похитили Донателло и Рокстеди. Злодеи: Шреддер, Крэнг, Бибоп и Рокстеди. |            |                                                                      |            |                                  |                  |
| 38 | 20         | «Camera Bugged» «Исчезновение черепашек»                             | Билл Вульф | Майкл Эденс и Марк Эдвард Эденс  | 20 октября 1989  |
| Визит на землю пришельца с фотокамерой приводит к хаосу. Шреддер и Эйприл попадают внутрь камеры, потому что она делает больше, чем просто снимки. Примечание: Первое появление пришельца с фотокамерой. Злодеи: Шреддер, Крэнг, Бибоп и Рокстеди. |            |                                                                      |            |                                  |                  |
| 39 | 21         | «Green with Jealousy» «Пицца с сюрпризом»                            | Билл Вульф | Рид Шелли и Брюс Шелли           | 23 октября 1989  |
| Шреддер и Крэнг изобретают любовный напиток, который заставляет Леонардо, Рафаэля и Микеланджело влюбится в Ирму, а Рокстеди — в Эйприл. Донателло создаёт антидот. Злодеи: Шреддер, Крэнг, Бибоп и Рокстеди. |            |                                                                      |            |                                  |                  |
| 40 | 22         | «Return of the Fly» «Возвращение мухи»                               | Билл Вульф | Майкл Ривз                       | 24 октября 1989  |
| Бакстер Стокман возвращается, чтобы отомстить черепашкам и Шреддеру. В это время герои пытаются остановить план Шреддера, замыслившим выкачать воду из подземного резервуара. Злодеи: Шреддер, Крэнг, Бакстер Стокман, Крысиный король, Бибоп и Рокстеди. |            |                                                                      |            |                                  |                  |
| 41 | 23         | «Casey Jones: Outlaw Hero» «Сражение с дубоголовым»                  | Билл Вульф | Дэвид Уайз                       | 25 октября 1989  |
| Нетерпеливый паренёк вызывает переполох в городе, в то время как Шреддер и Крэнг берут под контроль все машины в городе. Может быть, этот новый "герой" может помочь черепашкам. Примечание: Первое появление Кейси Джонса. Злодеи: Шреддер, Крэнг, Бибоп и Рокстеди. |            |                                                                      |            |                                  |                  |
| 42 | 24         | «Mutagen Monster» «Мутагеновый монстр»                               | Билл Вульф | Майкл Эденс и Марк Эдвард Эденс  | 26 октября 1989  |
| При аварии поездов смешиваются два компонента из разных поездов и получается мутаген, из лужи с ним пьют два быка. В результате создаётся мутагеновый монстр. Примечание: Первое появление Мутагеного монстра. Злодеи: Шреддер, Крэнг, Мутагеновый монстр, Бибоп и Рокстеди. |            |                                                                      |            |                                  |                  |
| 43 | 25         | «Corporate Raiders from Dimension X» «Налётчики из измерения «Икс»»  | Билл Вульф | Дэвид Уайз                       | 27 октября 1989  |
| Корпорация «Чернила осьминога» похищают работников других корпораций. Кейси Джонс помогает черепахам раскрыть, кто стоит за новой волной корпоративной преступности. Злодеи: Шреддер, Бибоп и Рокстеди. |            |                                                                      |            |                                  |                  |
| 44 | 26         | «Pizza by the Shred» «Пицца по-Шреддоровски»                         | Рег Лодж   | Майкл Эденс и Марк Эдвард Эденс  | 30 октября 1989  |
| Микеланджело устраивается на работу по доставке пиццы. Но он ещё не знает, кто его новый хозяин. Злодеи: Шреддер, Крэнг, Крысиный король, Бибоп и Рокстеди. |            |                                                                      |            |                                  |                  |
| 45 | 27         | «Super Bebop & Mighty Rocksteady» «Супер Рокстеди и могучий Бибоп»   | Билл Вульф | Дэвид Каррен и Дж. Ларри Кэрролл | 31 октября 1989  |
| Шреддер и Крэнг производят роботов Рокстеди и Бибопа. В это время настоящие Рокстеди и Бибоп устанавливают передатчик, управляющий людьми, в верхней части здания 6-го канала. Злодеи: Шреддер, Крэнг, Бибоп и Рокстеди. |            |                                                                      |            |                                  |                  |
| 46 | 28         | «Beware the Lotus» «Осторожно, Лотос!»                               | Билл Вульф | Фред Вульф                       | 1 ноября 1989    |
| Крэнг нанимает воина-ниндзя, чтобы победить черепах. Примечание: Первое появление Лотоса. Злодеи: Шреддер, Крэнг, Лотос, Бибоп и Рокстеди. |            |                                                                      |            |                                  |                  |
| 47 | 29         | «Blast from the Past» «Проклятие из прошлого»                        | Рег Лодж   | Дэвид Уайз                       | 2 ноября 1989    |
| Сплинтер страдает амнезией, и черепахи пытаются напомнить ему, что он является истинным лидером клана Фут. Примечание: Первое появление Шибана Сама. Злодеи: Шреддер, Крэнг, Бибоп и Рокстеди. |            |                                                                      |            |                                  |                  |
| 48 | 30         | «Leatherhead: Terror of the Swamp» «Черепашки против Кожеголового»   | Билл Вульф | Майкл Ривз                       | 3 ноября 1989    |
| Лягушек-панков терроризирует Кожеголовый. Аллигатор-мутант объединяется с Шреддером в битве против лягушек и черепах. Примечание: Первое появление Кожеголового. Злодеи: Шреддер, Крэнг, Кожеголовый, Бибоп и Рокстеди. |            |                                                                      |            |                                  |                  |
| 49 | 31         | «Michelangelo's Birthday» «День рождения Микеланджело»               | Рег Лодж   | Билл Вульф                       | 6 ноября 1989    |
| В день рождения Микеланджело ни один из братьев не поздравил его, и это сильно его расстроило. В то же время Шреддер и Крэнг узнают, что "антимутаген" может отменить мутацию. Шреддер, Бибоп и Рокстеди решают использовать его на черепахах. Злодеи: Шреддер, Крэнг, Бибоп и Рокстеди. |            |                                                                      |            |                                  |                  |
| 50 | 32         | «Usagi Yojimbo» «Гость из прошлого»                                  | Билл Вульф | Дэвид Уайз                       | 7 ноября 1989    |
| Кролик-воин из альтернативного измерения теряется в нашем мире. В то время как черепахи помогают ему приспособиться, Шреддер крадёт яйцо дракона. Примечание: Первое появление Усаги Юджимбо и Обенто сана. Злодеи: Шреддер, Крэнг. |            |                                                                      |            |                                  |                  |
| 51 | 33         | «Case of the Hot Kimono» «Дело о крутом кимоно»                      | Билл Вульф | Дэвид Каррен и Дж. Ларри Кэрролл | 8 ноября 1989    |
| Кто-то крадёт все кимоно в городе. После того, как любимое кимоно Сплинтера украдено, знаменитый сыщик, тётя Эйприл, помогает черепахам найти его. Примечание: Первое появление Агаты Марблс. Злодеи: Дон Туртели. |            |                                                                      |            |                                  |                  |
| 52 | 34         | «Usagi Come Home» «Вернись домой!»                                   | Билл Вульф | Дэвид Уайз                       | 9 ноября 1989    |
| Шреддер обманом заставляет Усаги Юджимбо вступать в борьбу с черепашками. Злодеи: Шреддер, Крэнг, Бибоп и Рокстеди. |            |                                                                      |            |                                  |                  |
| 53 | 35         | «The Making of Metalhead» «Сотворение Металлической головы»          | Билл Вульф | Майкл Ривз                       | 10 ноября 1989   |
| Шреддер и Крэнг изобретают Металлическую Голову, роботизированную боевую машину, запрограммированную на поиск и захват черепах. Примечание: Первое появление Металлической Головы. Злодеи: Шреддер, Крэнг, Бибоп и Рокстеди. |            |                                                                      |            |                                  |                  |
| 54 | 36         | «Leatherhead Meets the Rat King» «Кожеголовый встречает Короля Крыс» | Билл Вульф | Дэвид Уайз                       | 13 ноября 1989   |
| Кожеголовый направляется в канализации Нью-Йорка, чтобы отомстить черепашкам. Тем временем Крысиный Король украл грузовик химических веществ и планирует превратить граждан Нью-Йорка в безмозглых зомби, чтобы его приспешники-крысы могли управлять городом. Черепашки и Эйприл должны остановить их обоих. Злодеи: Кожеголовый и Крысиный Король. |            |                                                                      |            |                                  |                  |
| 55 | 37         | «The Turtle Terminator» «Черепашки против Терминатора Черепашек»     | Рег Лодж   | Дэвид Каррен и Дж. Ларри Кэрролл | 14 ноября 1989   |
| Ирма похищена Бибопом и Рокстеди. Её заменяют роботом, который выглядит так же, как она. Робот запрограммирован на убийство черепах. Злодеи: Шреддер, Крэнг, Бибоп и Рокстеди. |            |                                                                      |            |                                  |                  |
| 56 | 38         | «The Great Boldini» «Великий Болдини»                                | Билл Вульф | Френсис Мосс                     | 15 ноября 1989   |
| Кто-то похитил бесценный изумруд во время магического акта, которым управлял волшебник по имени Болдини. В произошедшем обвиняют черепашек. Примечание: Первое появление Болдини. Злодеи: Болдини, Дон Туртели и Крысиный король. |            |                                                                      |            |                                  |                  |
| 57 | 39         | «The Missing Map» «Потерянная карта»                                 | Билл Вульф | Дэвид Уайз                       | 16 ноября 1989   |
| Старший брат Зака, Уолт, крадёт редкий мешочек, содержащий единственную карту, которая указывает направление в убежище черепашек. Злодеи: Шреддер, Крэнг, Бибоп и Рокстеди. |            |                                                                      |            |                                  |                  |
| 58 | 40         | «The Gang's All Here» «Банда в сборе»                                | Билл Вульф | Дэвид Уайз                       | 17 ноября 1989   |
| Бибоп и Рокстеди переодеваются в бабушку и грабителя соответственно. Черепахи помогают Бибопу, и он отдаёт им особое печенье, превращающее в людей. Злодеи: Шреддер, Крэнг, Бибоп и Рокстеди. |            |                                                                      |            |                                  |                  |
| 59 | 41         | «The Grybyx» «Грибикс»                                               | Рег Лодж   | Майкл Ривз                       | 20 ноября 1989   |
| Домашнее животное Калы, Грибикс, если его накормить, превращается в ужасного монстра. Он попадает из измерения Икс через портал на Землю, вызывая проблемы у черепашек. Примечание: Первое появление Грибикса. Злодеи: Шреддер, Крэнг, Бибоп и Рокстеди. |            |                                                                      |            |                                  |                  |
| 60 | 42         | «Mister Ogg Goes to Town» «Мистер Огг идёт в город»                  | Билл Вульф | Дэвид Уайз                       | 15 декабря 1989  |
| Озорной комик из измерения Зэд, убегает на Землю, чтобы принести большие неприятности черепахам. Примечание: Первое появление Мистера Огга. Злодеи: Шреддер, Крэнг, Мистер Огг, Бибоп и Рокстеди. |            |                                                                      |            |                                  |                  |
| 61 | 43         | «Shredderville» «Шреддервилль»                                       | Билл Вульф | Френсис Мосс                     | 22 ноября 1989   |
| Черепахи попадают в альтернативную вселенную, в которой их никогда не существовало, а Шреддер правит городом как император. Злодеи: Шреддер, Крэнг, Генерал Трааг, Бибоп и Рокстеди. |            |                                                                      |            |                                  |                  |
| 62 | 44         | «Bye, Bye, Fly» «Черепашки против мухи»                              | Билл Вульф | Дэвид Уайз                       | 23 ноября 1989   |
| Бакстер Стокман находит в древнем храме космический корабль с управляющим компьютером. С его помощью он хочет уничтожить черепашек и Шреддера. Злодеи: Шреддер, Крэнг, Бакстер Стокман, Бибоп и Рокстеди. |            |                                                                      |            |                                  |                  |
| 63 | 45         | «The Big Rip Off» «Большое ограбление»                               | Билл Вульф | Майкл Ривз                       | 24 ноября 1989   |
| После нескольких неудачных попыток поднять Технодром на поверхность, Шреддер и Крэнг отвлекают черепах. В это время Бибоп и Рокстеди воруют энергию топливных элементов из исследовательского центра. Злодеи: Шреддер, Крэнг, Бибоп и Рокстеди. |            |                                                                      |            |                                  |                  |
| 64 | 46         | «The Big Break In» «Большой взлом»                                   | Билл Вульф | Дэвид Уайз                       | 27 ноября 1989   |
| Технодром поднимается на поверхность, и только черепашки могут помешать Шреддеру и Крэнгу. Злодеи: Шреддер, Крэнг, Бибоп и Рокстеди. |            |                                                                      |            |                                  |                  |
| 65 | 47         | «The Big Blow Out» «Большие беспорядки»                              | Билл Вульф | Дэвид Уайз                       | 28 ноября 1989   |
| После нескольких неудач, Шреддер и Крэнг крадут всё электричество в Нью-Йорке и заряжают Технодром для отправки на Землю измерения Икс. Черепахи должны победить своих врагов раз и навсегда прежде, чем Земля разрушится. Злодеи: Шреддер, Крэнг, Бибоп и Рокстеди. |            |                                                                      |            |                                  |                  |

### Сезон 4 (1990—1991)
Четвёртый сезон разделён на два подраздела, которые транслируются одновременно: тринадцать эпизодов, которые транслируются ежедневно в синдикации, и двадцать шесть эпизодов, которые премьера в часовых двойных счетах в субботу утром на CBS, которая будет служить как его дом для остальной части целой серии. Краткий сегмент «Черепах», который транслировался между двумя эпизодами, которые служили PSA об окружающей среде или других проблемах. В общей сложности было выпущено и передано 20 сегментов «черепах». В эпизодах синдикации появилась оригинальная последовательность названий, в то время как эпизоды CBS дебютировали в новой последовательности названий, а также сняли титульные карточки шоу.
В этом сезоне Technodrome вернулся в Dimension X, который был запущен с Земли через портал в конце сезона 3. [1] Премьера сезона «План 6 из космического пространства», транслировавшаяся в синдикации, и подробно рассказала о том, как битва-крепость злодеев разбилась на астероид; в более позднем эпизоде "The Dimension X Story" извергался вулкан на астероиде, обездвижив Технодром, окружив его расплавленной лавой. «The Dimension X Story», по-видимому, предназначался для первого эпизода пробега CBS, так как многие другие эпизоды, которые транслировались перед ним как из синдикации, так и из эпизодов CBS, относятся к тому, что Technodrome попал в ловушку в лаве, но в конце сезона.
Обратите внимание, что эпизоды «Отпуск в Европе» происходят между первыми двумя эпизодами этого сезона.
| № общий | № в сезоне | Название                                                                             | Режиссёр    | Автор сценария                | Премьера в США   |
| --- | ---------- | ------------------------------------------------------------------------------------ | ----------- | ----------------------------- | ---------------- |
| 66 | 1          | «Plan Six from Outer Space» «План 6 из открытого космоса»                            | Майк Стюарт | Дэвид Уайз                    | 10 сентября 1990 |
| У Технодрома серьёзные потребности в новом оборудовании, Бибоп и Рокстеди отправляются на Землю, переодетые в человеческое обличие, чтобы захватить здание 6-го канала и переместить его к измерение Икс. Злодеи: Шреддер, Крэнг, Бибоп и Рокстеди. |            |                                                                                      |             |                               |                  |
| 67 | 2          | «Turtles of the Jungle» «Черепашки из джунглей»                                      | Майк Стюарт | Сьюзэн Мисти Стюарт           | 11 сентября 1990 |
| Луч-пушка профессора Уилларда увеличивает растения и его домашнее животное обезьяну Джоко, который становится неуправляемым. Используя один и тот же луч, Донателло увеличивается до размера Джоко, чтобы он мог бороться с гигантской обезьяной и спасти от него Эйприл. Примечание: Первое появление профессора Уилларда и обезьянки Джоко. Злодеи: Шреддер и Крэнг. |            |                                                                                      |             |                               |                  |
| 68 | 3          | «Michelangelo Toys Around» «Микеланджело в мире игрушек»                             | Майк Стюарт | Френсис Мосс и Тед Педерсен   | 12 сентября 1990 |
| Пытаясь увидеть новые игрушки на ярмарке игрушек, Микеланджело притворяется игрушкой. Он узнаёт о злодее, который хочет запустить роботов убийц в продажу. Примечание: Первое появление Тайлера, Кевина и Вайзела. Злодеи: Вайзел. |            |                                                                                      |             |                               |                  |
| 69 | 4          | «Peking Turtle» «Китайские черепахи»                                                 | Майк Стюарт | Кармела Ортиз и Антонио Ортиз | 13 сентября 1990 |
| Черепахам предстоит бороться с ожившей армией генерала Чанга. Шреддер крадёт устройство энергии, имеющий форму гигантской жемчужины, которую охраняет статуя Нефритового Дракона. Примечание: Первое появление генерала Чанга. Злодеи: Шреддер, Крэнг, Бибоп и Рокстеди. |            |                                                                                      |             |                               |                  |
| 70 | 5          | «Shredder's Mom» «Мамочка Шреддера»                                                  | Майк Стюарт | Френсис Мосс и Тед Педерсен   | 14 сентября 1990 |
| Шреддер и Крэнг угрожают всем людям в мире, и предлагают им сдаться, или Крэнг будет постепенно повышать температуру в мире, что приведёт к гибели людей. Черепахи получают помощь от генерала Йогурта, чтобы помешать Шреддеру, который начинает раздражаться успехам матери. Примечание: Первое появление мамочки Шреддера и генерала Йогурта. Злодеи: Шреддер, мамочка Шреддера, Крэнг, Бибоп и Рокстеди. |            |                                                                                      |             |                               |                  |
| 71 | 6          | «Four Turtles and a Baby» «Черепашки и малышка»                                      | Майк Стюарт | Сьюзэн Мисти Стюарт           | 17 сентября 1990 |
| Когда генерал Трагг и его войска нападают на нейтрино, руководители нейтрино Зентер и Гизла, посылают их маленькую дочь Триббл через портал на Землю, попросив у черепашек ухаживать за ней, но Триббл вызывает большие неприятности для наших героев. Примечание: Первое появление Зентера, Гизлы и Триббл. Злодеи: Шреддер, Крэнг, генерал Трагг, Бибоп и Рокстеди. |            |                                                                                      |             |                               |                  |
| 72 | 7          | «Turtlemaniac» «Сумасшедший коллекционер»                                            | Майк Стюарт | Роуби Горен                   | 18 сентября 1990 |
| Миллиардер Монро О. Флем, который также является коллекционером, желает собрать каждую вещь связанную с черепашками, в том числе Эйприл и черепах. Примечание: Первое появление лейтенанта Мотоя, Монро О. Флема, Ардлесса и Клайва. Злодеи: Монро О. Флем, Ардлесс и Клайв. |            |                                                                                      |             |                               |                  |
| 73 | 8          | «Rondo in New York» «Рондо в Нью-Йорке»                                              | Майк Стюарт | Френсис Мосс и Тед Педерсен   | 19 сентября 1990 |
| Большой звезда Голливуда Рондо прибывает в Нью-Йорк, чтобы продвигать свой новый фильм. Микеланджело узнаёт, что его любимый герой, на самом деле трус. В это время, Шреддер и Крэнг украли экспериментальное вещество Виталайзер, которое может неодушевлённые предметы из кино сделать живыми. Примечание: Первое появление Рондо и Освальда Дрена. Злодеи: Шреддер, Крэнг, Бибоп и Рокстеди. |            |                                                                                      |             |                               |                  |
| 74 | 9          | «Planet of the Turtles» «Планета черепашек»                                          | Майк Стюарт | Джордж Ши                     | 20 сентября 1990 |
| Шреддер и Крэнг крадут персональный излучатель энергии, черепахи должны спасти Землю от массивной утечки энергии, путешествуя в другое измерение, они встречают черепах выглядящих по-другому. Примечание: Первое появление Руперта, Далпона Дамски, Гантса и Фитса. Злодеи: Шреддер, Крэнг, Гантс и Фитс. |            |                                                                                      |             |                               |                  |
| 75 | 10         | «Name That Toon» «Великая сила музыки»                                               | Майк Стюарт | Сьюзэн Мисти Стюарт           | 21 сентября 1990 |
| Бибоп и Рокстеди выбрасывая мусор через портал из измерения икс на Землю, случайно выбрасывают устройство управляющее расщепителем материй, под видом синтезатора. Он попадает в руки Хоуи, тот при помощи игры на синтезаторе нейтрализует действия расщепителя. Примечание: Первое появление Хоуи. Злодеи: Шреддер, Крэнг, Бибоп и Рокстеди. |            |                                                                                      |             |                               |                  |
| 76 | 11         | «Menace Maestro, Please» «Осторожно, опасность!»                                     | Майк Стюарт | Мартин Паско                  | 24 сентября 1990 |
| Хоуи купил старый дом оперы с целью превращения его в ночной клуб. Скачок напряжения в органе Флокси, становится опасно мощным. Только черепашки и Хоуи смогут остановить его. Черепахи должны бороться с фантомом Флокси, в это время Шреддер планирует получить Технодром обратно на Землю. Примечание: Первое появление Эрика, фантома Флокси и Эрка. Злодеи: Шреддер, Крэнг, Бибоп и Рокстеди. |            |                                                                                      |             |                               |                  |
| 77 | 12         | «Superhero for a Day» «Супергерой на день»                                           | Майк Стюарт | Френсис Мосс и Тед Педерсен   | 25 сентября 1990 |
| Спасатель выходит на пенсию после 50 лет, но Шреддер и Крэнг возвращают ему былую славу. Примечание: Первое появление Спасателя. Злодеи: Шреддер, Крэнг, Бибоп и Рокстеди. |            |                                                                                      |             |                               |                  |
| 78 | 13         | «Back to the Egg» «Назад в детство»                                                  | Майк Стюарт | Дэннис Маркс                  | 26 сентября 1990 |
| Крэнг отправляет на Землю Шреддера, капитана Крулика и Гриллакса. Они обрабатывают пиццу омолаживающей сывороткой Крэнга, тем самым превращая Микеланджело и Леонардо в детей. Примечание: Первое появление капитана Крулика и Гриллакса. Злодеи: Шреддер, Крэнг, Крулик, Гриллакс. |            |                                                                                      |             |                               |                  |
| 79 | 14         | «The Turtles and the Hare» «Черепашки ниндзя и пасхальный заяц»                      | Майк Стюарт | Сьюзэн Мисти Стюарт           | 28 марта 1991    |
| Крэнг изобретает Психотрон, его лучи превращают людей в трусливых зайцев. Бибоп и Рокстеди превращают всех в трусов. Черепашки отправляются в сказочное измерение, в попытке найти сыронический рефрактор, который остановит Психотрон. И встречают там кролика Хокума, благодаря ему праздник Пасхи проходит замечательно. Примечание: Первое появление Серого Волка, трёх поросят, сказочного Джека, кролика Хокума и Великана. Злодеи: Шреддер, Крэнг, Бибоп и Рокстеди.                                                                                     |            |                                                                                      |             |                               |                  |
| 80 | 15         | «Once Upon a Time Machine» «Путешествие на машине времени»                           | Майк Стюарт | Майкл Маурер                  | 29 марта 1991    |
| Шреддер, Бибоп и Рокстеди отправляются в будущее на поезде в заброшенном туннеле, чтобы захватить власть. Кролик Хокум тоже попадает в будущее, он узнаёт о планах Шреддера, и отправляется назад в своё время, чтобы предупредить черепах. Черепахи из прошлого и будущего должны нарушить планы Шреддера. Злодеи: Шреддер, Крэнг, Бибоп и Рокстеди. |            |                                                                                      |             |                               |                  |
| 81 | 16         | «Son of Return of the Fly II» «Возвращение гигантской мухи»                          | Билл Вульф  | Дэвид Уайз                    | 8 сентября 1990  |
| Мстительный Бакстер Стокман и его компьютер возвращаются на Землю. Он хочет отомстить Черепахам и Шреддеру. Примечание: Первое появление Германа Мериша. Злодеи: Шреддер, Крэнг, Бакстер Стокман, Бибоп и Рокстеди. |            |                                                                                      |             |                               |                  |
| 82 | 17         | «Raphael Knocks 'Em Dead» «Рафаэль смешит народ»                                     | Билл Вульф  | Джек Мендельсон               | 8 сентября 1990  |
| Из дом смеха пропадают комики, туда отправляется Рафаэль. Он сам становится комиком, и его похищают люди Пинки Мак Фингерса. Там Рафаэль встречает брата Бакстера Стокмана, Барни Стокмана которого нанял Пинки Мак Фингерс, тот в свою очередь изобрёл смехо-повышатель, при помощи которого можно заставить смеяться весь город. Примечание: Первое появление Джои, Пинки Мак Фингерса и Барни Стокмана. Злодеи: Пинки Мак Фингерс и Барни Стокман. |            |                                                                                      |             |                               |                  |
| 83 | 18         | «Bebop and Rocksteady Conquer the Universe» «Бибоп и Рокстеди завоёвывают вселенную» | Билл Вульф  | Дэвид Уайз                    | 15 сентября 1990 |
| Бибоп и Рокстеди крадут световой пистолет, который делает всех людей боящимися всего на свете. Примечание: Первое появление доктора Лестранджа и Горгонзолы. Злодеи: Шреддер, Крэнг, Бибоп и Рокстеди. |            |                                                                                      |             |                               |                  |
| 84 | 19         | «Raphael Meets His Match» «Рафаэль встречает достойного противника»                  | Билл Вульф  | Чарльз М. Хауэлл IV           | 15 сентября 1990 |
| Рафаэль выигрывает пригласительный билет на круиз посвящённый дню рождения Мак Дональда Крампа. Яхта входит в силовое поле и оказывается в заложниках у капитана Филтча. Рафаэль встречает женщину ящерицу Мону Лизу, только они смогут остановить Филтча. Примечание: Первое появление женщины ящерицы Моны Лизы, Мак Дональда Крампа и капитана Филтча. Злодеи: капитан Филтч. |            |                                                                                      |             |                               |                  |
| 85 | 20         | «Slash: The Evil Turtle from Dimension X» «Злая черепаха»                            | Билл Вульф  | Дэвид Уайз                    | 22 сентября 1990 |
| Бибоп и Рокстеди используют новый мутаген Крэнга на домашнем животным Бибопа черепахой Слэшом, чтобы он мог выполнять работу по дому вместо них. Примечание: Первое появление черепахи Слэша и Дональда Джея Лапти. Злодеи: Шреддер, Крэнг, Слэш, Дональд Джей Лапти, Бибоп и Рокстеди. |            |                                                                                      |             |                               |                  |
| 86 | 21         | «Leonardo Lightens Up» «Леонардо становится весёлым»                                 | Билл Вульф  | Дэн Дистефано                 | 22 сентября 1990 |
| Сплинтер оставляет за старшего Леонардо, он заставляет тренироваться черепашек. Черепашкам не нравится, что Леонардо очень серьёзный. Донателло создаёт луч-пушку, из-за неё Леонардо становится беззаботным и игнорирует свои обязанности. Тем временем Маэстро Глеф разрушает город своей музыкой. Примечание: Первое появление Маэстро Глефа. Злодеи: Маэстро Глеф. |            |                                                                                      |             |                               |                  |
| 87 | 22         | «Were-Rats from Channel 6» «Люди-крысы с Шестого канала»                             | Билл Вульф  | Дэвид Уайз                    | 29 сентября 1990 |
| После многих неудачных попыток найти пищу, для своих подданных, Крысиный король узнаёт о заброшенной канистре с мутагеном. Затем он похищает Ирму и Вернона и использует мутаген, чтобы превратить их в его мутантов рабов, с единственной целью рейдерства продовольственных складов. Он позже обнаруживает, что мутация является нестабильной и может быть только активной, если Крысиный король играет на своей гипнотической флейте. Злодеи: Крысиный король, Шреддер, Крэнг, Бибоп и Рокстеди.                                                             |            |                                                                                      |             |                               |                  |
| 88 | 23         | «Funny, They Shrunk Michelangelo» «О том, как Микеланджело уменьшился»               | Билл Вульф  | Майкл Эденс                   | 29 сентября 1990 |
| Альбот Брич коллекционер маленьких кораблей, он сам уменьшает корабли военно-морского флота. Во время сёрфинга Микеланджело тоже уменьшается и попадает в коллекцию. В это время Эйприл и Вернон при съёмке авианосца, тоже попадают в коллекцию. Примечание: Первое появление Альбот Брич. Злодеи: Альбот Брич. |            |                                                                                      |             |                               |                  |
| 89 | 24         | «The Big Zipp Attack» «Большое наступление Зиппов»                                   | Билл Вульф  | Дэвид Уайз                    | 6 октября 1990   |
| Существо из измерения Икс по имени Зипп отправляется на Землю, но этот маленький инопланетянин скоро станет большой проблемой для города. Примечание: Первое появление Зиппа. Злодеи: Шреддер, Крэнг, Бибоп и Рокстеди. |            |                                                                                      |             |                               |                  |
| 90 | 25         | «Donatello Makes Time» «Донателло останавливает время»                               | Билл Вульф  | Дэннис Маркс                  | 6 октября 1990   |
| Донателло изобретает машину, которая может заморозить время. Сумасшедший профессор Ллойд ворует её, чтобы захватить мир. Примечание: Первое появление профессора Ллойда. Злодеи: профессор Ллойд. |            |                                                                                      |             |                               |                  |
| 91 | 26         | «Farewell Lotus Blossom» «Прощай, цветок лотоса»                                     | Билл Вульф  | Дэвид Уайз                    | 13 октября 1990  |
| В кошмарном сне Лотос видит, как кто-то говорит, что она принадлежит ему. Черепашки находят погребальную урну, в который сидит злой дух Хакахачи, он говорит, что в Лотос дух его жены. Примечание: Первое появление Хакахачи. Злодеи: Шреддер, Крэнг, Бибоп и Рокстеди, Хакахачи. |            |                                                                                      |             |                               |                  |
| 92 | 27         | «Rebel Without a Fin» «Бунтарь без плавников»                                        | Билл Вульф  | Майкл Ривз                    | 13 октября 1990  |
| Сумасшедший учёный доктор Полидориус создаёт луч, который может превращать людей в человекоподобных рыб, при помощи луча он создаёт Рэя. Рэй похищает Эйприл и Полидориус превращает её в рыбу-женщину, чтобы она была помощником Рэя. Примечание: Первое появление доктора Полидориуса и Рэя. Злодеи: доктора Полидориус и Рэй. |            |                                                                                      |             |                               |                  |
| 93 | 28         | «Rhino-Man» «Похождения Человека-Носорога»                                           | Билл Вульф  | Дэвид Уайз                    | 20 октября 1990  |
| Самый богатый человек в мире, доктор Хангер Дангер объявляет конкурс на лучшего супергероя. Победитель получит огромный бриллиант. Шреддер и Крэнг регистрируют Бибопа и Рокстеди на конкурс, чтобы выиграть алмаз. Черепахи удивлены, когда они встречают супергероев конкурсантов, таких как Чизбургер мэн, Ньюсмэн (он же Вернон), Человек-носорог (он же Рокстеди) и его верный спутник Могучий Свин (он же Бибоп). Примечание: Первое появление Чизбургера мэна и доктора Хангера Дангера. Злодеи: Шреддер, Крэнг, Бибоп и Рокстеди, доктор Хангер Дангер. |            |                                                                                      |             |                               |                  |
| 94 | 29         | «Michelangelo Meets Bugman» «Микеланджело встречает Багмена»                         | Билл Вульф  | Дэннис Маркс                  | 20 октября 1990  |
| Микеланджело встречает своего любимого героя комиксов после того, как он спасает ослабленного Брика Брэдли он же и есть Багман, а затем он и Багмен отправляются бороться с Электро Зактером. Примечание: Первое появление Багмена и Электро Зактера. Злодеи: Электро Зактер. |            |                                                                                      |             |                               |                  |
| 95 | 30         | «Poor Little Rich Turtle» «Черепашка богач-бедняк»                                   | Билл Вульф  | Дэвид Уайз                    | 27 октября 1990  |
| Черепашки должны нянчиться и защищать молодую богатую девочку по имени Баффи, которая знает формулу для супер топлива, в котором нуждается Крэнг. Примечание: Первое появление Баффи. Злодеи: Шреддер, Крэнг, Бибоп и Рокстеди. |            |                                                                                      |             |                               |                  |
| 96 | 31         | «What's Michelangelo Good For?» «На что способен Микеланджело?»                      | Билл Вульф  | Френсис Мосс и Тед Педерсен   | 27 октября 1990  |
| Микеланджело вместе со своим голубем Питом должен спасти других черепах, они захвачены злым учёным доктором Лесо, который при помощи мутационного лазера создал необычных зверей. Примечание: Первое появление голубя Пита, доктора Лесо и доктора Гутелло. Злодеи: доктор Лесо. |            |                                                                                      |             |                               |                  |
| 97 | 32         | «The Dimension X Story» «Приключения в измерении «Икс»»                              | Билл Вульф  | Дэвид Уайз                    | 3 ноября 1990    |
| У Шреддера есть план, уничтожить черепашек, но портал Технодрома не работает, он не в состоянии бросить вызов на Земле, поэтому он использует пространственную телепортацию, чтобы привести его врагов в измерение Икс. Злодеи: Шреддер, Крэнг, Бибоп и Рокстеди. |            |                                                                                      |             |                               |                  |
| 98 | 33         | «Donatello's Degree» «Диплом Донателло»                                              | Билл Вульф  | Джек Мендельсон               | 3 ноября 1990    |
| Донателло получает учёную степень от университета Софо, но обнаруживает, что там ошиблись и диплом должна получить мисс Донателло, поэтому он просит Ирму притвориться собой. В это время, реальный Донателло обнаруживает заговор профессора Софо, чтобы уничтожить Землю. Примечание: Первое появление профессора Софо. Злодеи: профессор Софо. |            |                                                                                      |             |                               |                  |
| 99 | 34         | «The Big Cufflink Caper!» «Грабители брали только запонки»                           | Билл Вульф  | Дэвид Уайз                    | 10 ноября 1990   |
| В Нью-Йорке появились бандиты которые крадут запонки. Оказывается за всем этим стоит Шреддер. Примечание: Первое появление Большого Луи и Бобера Кловера. Злодеи: Большой Луи, Бобер Кловер, Шреддер, Крэнг, Бибоп и Рокстеди. |            |                                                                                      |             |                               |                  |
| 100 | 35         | «Leonardo Versus Tempestra» «Леонардо против Темпестры»                              | Билл Вульф  | Сьюзэн Мисти Стюарт           | 10 ноября 1990   |
| Однажды ночью черепахи идут поиграть в игровые автоматы с видеоиграми. Леонардо замечает игру месть Темпестры, и играет в неё всю ночь. Леонардо не может победить Темпестру. Но всё становится намного хуже после того, как скачок напряжения, перемещает Темпестру в реальный мир. Ей нужно очень много источников энергии для того, чтобы продолжать существовать. Сможет ли победить Леонардо, до того как она станет опасно мощной. Примечание: Первое появление Темпестры. Злодеи: Темпестра.                                                             |            |                                                                                      |             |                               |                  |
| 101 | 36         | «Splinter Vanishes» «Сплинтер пропал»                                                | Билл Вульф  | Френсис Мосс и Тед Педерсен   | 17 ноября 1990   |
| Сплинтер внезапно исчезает, оставив лишь записку и видеозапись черепахам. В которой он им говорит, что больше не учитель и велит идти разными путями, но один за другим, они захвачены Крысиным королём и Кожеголовым. Злодеи: Крысиный король и Кожеголовый. |            |                                                                                      |             |                               |                  |
| 102 | 37         | «Raphael Drives 'Em Wild» «Это всё из-за Рафаэля»                                    | Билл Вульф  | Сьюзэн Мисти Стюарт           | 17 ноября 1990   |
| Машина под названием Трансмокар меняет Рафаэля и таксиста телами. Он позже обнаруживает, что дефект в устройстве может сделать большой ущерб городу, если его активировать. Примечание: Первое появление мистера Бига. Злодеи: мистер Биг. |            |                                                                                      |             |                               |                  |
| 103 | 38         | «Big Bug Blunder» «Нашествие насекомых»                                              | Билл Вульф  | Майкл Ривз                    | 24 ноября 1990   |
| После неудавшихся экспериментов с мутагенном, в Нью-Йорке нашествие гигантских насекомых. Злодеи: Шреддер, Крэнг, Бибоп и Рокстеди. |            |                                                                                      |             |                               |                  |
| 104 | 39         | «Beyond the Donatello Nebula» «За туманностью Донателло»                             | Билл Вульф  | Дэннис О’Флаэрти              | 24 ноября 1990   |
| При попытке связаться с планетой Туманность черепахи, Донателло встречает интеллектуальную ящерицу инопланетянина по имени Алджерон, он должен помочь ему починить корабль. Эйприл похитил жадный миллионер Хайром Грелтч, Алджерон готов помочь Донателло спасти её. Примечание: Первое появление Алджерона и Хайрома Грелтча. Злодеи: Хайром Грелтч. |            |                                                                                      |             |                               |                  |
| 105 | 40         | «The Foot Soldiers Are Revolting» «Бунт ногастых солдат»                             | Билл Вульф  | Майкл Ривз                    | 1 декабря 1990   |
| Шреддер и Крэнг при помощи устройства для расширения мозговых способностей, добавляют разума пехотинцу по имени Альфа-1. Но это приводит к восстанию пехотинцев против Шреддера и Крэнга. Примечание: Первое появление Альфа-1. Злодеи: Альфа-1, Шреддер, Крэнг, Бибоп и Рокстеди. |            |                                                                                      |             |                               |                  |
| 106 | 41         | «Unidentified Flying Leonardo» «Неопознанный летающий Леонардо»                      | Билл Вульф  | Шон Рош                       | 1 декабря 1990   |
| Помогая Эйприл исследовать отчёт о НЛО, атакующих сельское хозяйство, Леонардо ошибочно принимают за иностранца с другой планеты. В это время Эйприл похищает безумный учёный доктор Дэвинсон. Примечание: Первое появление Скупа Оливера, Били Джим Боба и доктора Дэвинсона. Злодеи: доктор Дэвинсон. |            |                                                                                      |             |                               |                  |

### Сезон 5 (1991)
Пятый сезон был показан в США в 1991 году.
Сначала будучи расположенным в Измерении X, в течение большей части этого сезона, Technodrome заморожен в Северном полюсе. Транспортные модули с сезона 3 снова использованы, на сей раз чтобы сверлить нижнюю Канаду и в Нью-Йорк.
Последние две серии изначально был показан как часовой спецвыпуск под названием «Planet Of The Turtleoids». Потом, во время повторного показа, их разделили на две части.
| № общий | № в сезоне | Название                                                                         | Режиссёр   | Автор сценария                     | Премьера в США                                          |
| --- | ---------- | -------------------------------------------------------------------------------- | ---------- | ---------------------------------- | ------------------------------------------------------- |
| 107 | 1          | «My Brother, the Bad Guy» «Мой брат — преступник»                                | Билл Вульф | Деннис О'Флаэрти                   | 14 сентября 1991                                        |
| Младший брат Шреддера, лейтенант полиции Казуя Саки прибывает из Японии, чтобы арестовать своего брата Ороку Саки, который планирует переместить Технодром на Землю. Шреддеру и Крэнгу удаётся переместить Технодром из Измерения X обратно на Землю, но Донателло решает эту проблему и телепортирует Технодром в Северный Полюс. Злодей: Шреддер |            |                                                                                  |            |                                    |                                                         |
| 108 | 2          | «Michaelangelo Meets Mondo Gecko» «Микеланджело встречает Мондо Гекко»           | Билл Вульф | Гэри Гринфилд                      | 14 сентября 1991                                        |
| Микеланджело встречает ящерицу Монду Гекку, который был мутирован ещё простой ящерицей и связался с преступной бандой Мистера Х. Примечание: Первое появление Мондо Гекко и Мистера Х Злодей: Мистер Х |            |                                                                                  |            |                                    |                                                         |
| 109 | 3          | «Enter Mutagen Man» «Человек-мутант»                                             | Билл Вульф | Дэвид Уайз                         | 21 сентября 1991                                        |
| Мальчик-почтальон случайно попадает в новый неустойчивый мутаген Кранга и становится мутантом, который способен превращаться в любой предмет. Шреддер убеждает его, что во его мутации виноваты черепашки. Злодей: Шреддер, Крэнг, Бибоп и Рокстеди |            |                                                                                  |            |                                    |                                                         |
| 110 | 4          | «Donatello's Badd Time» «Донателло не везёт»                                     | Билл Вульф | Мисти Таггарт                      | 21 сентября 1991                                        |
| Черепаху Ван украла семья преступников Бадда. Злодей: Семья Бадда |            |                                                                                  |            |                                    |                                                         |
| 111 | 5          | «Michelangelo Meets Bugman Again» «Возвращение Человека-мухи»                    | Билл Вульф | Дэвид Уайз                         | 28 сентября 1991                                        |
| Когда город поражается внезапным термитным заражением, единственный супергерой, который может остановить заражение - Багман. Но Багман отказывается так как он решает бросить профессию супергероя. Примечание: Последнее появление Багмана Злодей: The Swatter |            |                                                                                  |            |                                    |                                                         |
| 112 | 6          | «Muckman Messes Up» «Происшествие с мусорщиками»                                 | Билл Вульф | Фрэнсис Мосс и Тед Педерсен        | 28 сентября 1991                                        |
| Авария заставляет двух мусорщиков мутировать в Макмана и Джо-Глазное яблоко. Обнаружено, что слизь Макмана ослабевает Черепах, Шреддер решает использовать его в своих гнусных целях. Примечание: Первое появление Макмана и Джо-Глазное яблоко Злодей: Шреддер |            |                                                                                  |            |                                    |                                                         |
| 113 | 7          | «Napoleon Bonafrog: Colossus of the Swamps» «Наполеон Бонаквак: Болотный гигант» | Билл Вульф | Деннис О'Флаэрти                   | 5 октября 1991                                          |
| При испытании экспериментального Мута-шутера, изобретённого Крэнгом, Шреддер неожиданно превращает Наполеона Бонаквака в ужасное чудовище. Злодей: Шреддер и Большой Луи |            |                                                                                  |            |                                    |                                                         |
| 114 | 8          | «Raphael Versus The Volcano» «Рафаэль против вулкана»                            | Билл Вульф | Кэрол Мендельсон                   | 5 октября 1991                                          |
| Неисправность последнего изобретения Донателлы приводит к тому что Рафаэль, полагающий, что он вот-вот умрёт в конечном итоге становится героем-одиночкой. Злодей: Вильгельм Ванилли Ссылка на титул: Джо против вулкана |            |                                                                                  |            |                                    |                                                         |
| 115 | 9          | «Landlord of the Flies» «Повелитель мух»                                         | Билл Вульф | Гордон Брессак                     | 12 октября 1991                                         |
| Мстительный Бакстер Стокман нападает в Нью-Йорк с роем мух, чтобы взамен Шреддер и Крэнг превратили его назад в человек. Злодей: Шреддер и Бакстер Стокман Ссылка на титул: Властелин мух |            |                                                                                  |            |                                    |                                                         |
| 116 | 10         | «Donatello's Duplicate» «Двойник Донателло»                                      | Билл Вульф | Джек Мендельсон и Кэрол Мендельсон | 12 октября 1991                                         |
| Усталый от уборок в логове, Донателло решает клонировать себя, чтобы тот смог работать место него. Но клон Донателло поворачивается против него и присоединяется к Крысиному Королю, который пытается завоевать город с помощью заражений от крыс. Злодеи: Пинки Макфингерс и Крысиный Король |            |                                                                                  |            |                                    |                                                         |
| 117 | 11         | «The Ice Creature Cometh» «Снежный человек — пришелец»                           | Билл Вульф | Дэвид Уайз                         | 19 октября 1991                                         |
| Бибоп и Рокстеди случайно создают гигантского ледяного монстра. Шреддер отправляет его в Нью-Йорк, чтобы тот заморозил город и украл необходимое взрывное вещество, чтобы освободить Технодром из льдов Северного полюса Злодей: Шреддер, Крэнг, Бибоп и Рокстеди |            |                                                                                  |            |                                    |                                                         |
| 118 | 12         | «Leonardo Cuts Loose» «Леонардо — освободитель»                                  | Билл Вульф | Дэвид Уайз                         | 19 октября 1991                                         |
| Уолли Эйрхед похищает трёх Черепах, и Леонардо должен объединится с Кейси Джонсом, чтобы спасти своих братьев. Злодей: Уолли Эйрхед |            |                                                                                  |            |                                    |                                                         |
| 119 | 13         | «Pirate Radio» «Пиратское радио»                                                 | Билл Вульф | Мисти Таггарт                      | 2 ноября 1991                                           |
| Используя гипнотический микрофон и динамик, Шреддер берёт на себя радиостанцию и транслирует сигнал, который гипнотизирует сознание людей Злодей: Шреддер |            |                                                                                  |            |                                    |                                                         |
| 120 | 14         | «Raphael, Turtle of a Thousand Faces» «Рафаэль — многоликая черепашка»           | Билл Вульф | Деннис О'Флаэрти                   | 2 ноября 1991                                           |
| Рафаэль решает потренироваться в маскировке, тем самым за ним начинает охоту полиция принимая его за преступника Безумную собаку МакМутта. Злодей: Безумная собака МакМутт Примечание: Первое появление Безумной собаки МакМутта |            |                                                                                  |            |                                    |                                                         |
| 121 | 15         | «Leonardo, the Renaissance Turtle» «Черепашка Леонардо, спасшая город»           | Билл Вульф | Деннис О'Флаэрти                   | 9 ноября 1991                                           |
| Сумасшедший профессор по имени Миндбендер создаёт робота-правозащитника под названием «LEX» для очистки преступности в Нью-Йорке, но LEX в конечном итоге начинает арестовывать многочисленных невинных людей за наименьшее нарушение. Когда другие Черепахи недостижимы, Леонардо должен обнаружить свои собственные врождённые навыки, чтобы остановить робота, прежде чем Миндбендер объявят себя мэром города. Злодей: Доктор Миндбендер Примечание: Последнее появление Rex-1. |            |                                                                                  |            |                                    |                                                         |
| 122 | 16         | «Zach and the Alien Invaders» «Зак и вторжение инопланетян»                      | Билл Вульф | Фрэнсис Мосс и Тед Педерсен        | 9 ноября 1991                                           |
| Зак, молодой друг Черепахи, помещён в военный лагерь его родителей после многочисленных ложных сообщений о пришельцах. Но появляются настоящие инопланетяне Вингнут и Винколуз, которые пытаются захватить Землю. Ссылка на титул: Зак МакКракен и Чужеродные Mindbenders Злодеи: Вингнут и Винколуз Примечание: Последнее появление старшего брата Зака, Уолта Примечание: Первое и единственное появление вид родителей Зака и Уолта. |            |                                                                                  |            |                                    |                                                         |
| 123 | 17         | «Welcome Back Polarisoids» «Поляризоиды возвращаются!»                           | Билл Вульф | Мисти Таггарт                      | 16 ноября 1991                                          |
| Фрип Поляризоид возвращается на Землю с семьёй для посещения и должен в конечном итоге попросить Черепах помочь в восстановлении его камеры, помогая им остановить последний план Крэнга по завоеванию города. Злодей: Шреддер Примечание: Последнее появление Флипа Поляризоида |            |                                                                                  |            |                                    |                                                         |
| 124 | 18         | «Michalangelo, the Sacred Turtle» «Священная черепашка Микеланджело»             | Билл Вульф | Деннис О'Флаэрти                   | 16 ноября 1991                                          |
| Во время посещения египетской выставки, Микеланджело ошибочно принимает за фараона по имени Амун Турт-Эль, также известного как Священная черепаха Злодей: Сэр Персиваль |            |                                                                                  |            |                                    |                                                         |
| 125126 | 1920       | «Planet of the Turtleoids» «Планета Черепах»                                     | Билл Вульф | Дэвид Уайз                         | 31 августа 1991 (прайм-тайм) 26 октября 1991 (премьера) |
| 1-я часть: Черепашки с новыми мутантами Шреддера, кротом Грязнулей и быком Тупицей перемещаются в планету Черепахолоидов и встречаются с одним из его жителей черепахолоида по имени Керма. Черепашки должны защитить планету от вторжения двуглавого дракона по имени, Герман Ужасный, который объединился с Грязнулей и Тупицей. В это время на Земле, Шреддер планирует в отсутствия черепах наконец-то захватить город. 2-я часть: С Германом Ужасом покончено и черепахи возвращаются обратно на Землю, но они должны победить гигантского солдата-самурая Кром Дома и уничтожить Технодром № 2, которым Шреддер и Крэнг решают захватить Нью-Йорк. Злодей: Герман ужасный, Тупица и Грязнуля (1-я часть), Шреддер (2-я часть) Примечание: Первые появления Кермы, Тупицы, Грязнули и Кром Дома. |            |                                                                                  |            |                                    |                                                         |

### Сезон 6 (1992)
В этот сезон Технодром расположен у основания Северного Ледовитого океана. Транспортные Модули используются, чтобы поехать между Технодромом и Нью-Йорком.
| № общий | № в сезоне | Название                                                    | Режиссёр   | Автор сценария                     | Премьера в США   |
| --- | ---------- | ----------------------------------------------------------- | ---------- | ---------------------------------- | ---------------- |
| 127 | 1          | «Rock Around the Block» «Опять булыжники»                   | Билл Вульф | Майкл Ривз                         | 12 сентября 1992 |
| Крэнг посылает Генерала Трэгга со своим новым изобретением, которое может оживлять разные каменные породы, чтобы отвлечь черепах в то время, когда Шреддер устанавливает на спутнике чип, с помощью, которого Технодром освободится из льдов Арктики. План сбывается, но из-за глупости Бибопа и Рокстеди, Технодром тонет в Северном Ледовитом океане. Злодей: Шреддер, Крэнг, Генерал Трагг, Бибоп и Рокстеди Ссылка на название: Rock Around Clock |            |                                                             |            |                                    |                  |
| 128 | 2          | «Krangenstein Lives!» «Крэнг жив!»                          | Билл Вульф | Майкл Ривз                         | 19 сентября 1992 |
| Бибоп и Рокстеди случайно оживляют андроид-тело Крэнга. Теперь черепахи пытаются одолеть обезумевшее тело Крэнга. Злодей: Шреддер Ссылка на титул: Франкенштейн |            |                                                             |            |                                    |                  |
| 129 | 3          | «Super Irma» «Супер Ирма»                                   | Билл Вульф | Роуби Горен                        | 26 сентября 1992 |
| Во время Хэллоуина, Ирма обретает сверхчеловеческую силу и решает стать супергероиней, но удастся ли ей в одиночку победить Шреддера? Злодей: Шреддер, Крэнг, Бибоп и Рокстеди Ссылка на титул: Супермен |            |                                                             |            |                                    |                  |
| 130 | 4          | «Adventures in Turtle-Sitting» «Приключения в доме Черепах» | Билл Вульф | Джек Мендельсон и Кэрол Мендельсон | 3 ноября 1992    |
| Микеланджело случайно превращает своих братьев в детей. Теперь он должен всё исправить, прежде чем вернётся Сплинтер. Злодей: Шреддер и Безумная собака МакМутта Ссылка на титул: Приключения в няни Примечание: Последнее появление Безумной собаки МакМутта |            |                                                             |            |                                    |                  |
| 131 | 5          | «The Sword of Yurikawa» «Меч Юрикавы»                       | Билл Вульф | Марк Хендлер                       | 10 ноября 1992   |
| Черепашки отправляются на защиту древнего меча Юрикавы, которую хотят заполучить Шреддер и коллекционер Лафайетт Ла Дроун Злодей: Шреддер и Лафайетт Ла Дроун |            |                                                             |            |                                    |                  |
| 132 | 6          | «Return of the Turtleoids» «Возвращение Инопланетянина»     | Билл Вульф | Дэвид Уайз                         | 17 ноября 1992   |
| Друг Черепах, Керма, охотится на Разрушителя и черепашки должны помочь ему. Но вот в дело вмешивается Большой Луи. Злодеи: Большой Луи и Разрушитель Примечание: Последнее появление Большого Луи. |            |                                                             |            |                                    |                  |
| 133 | 7          | «Shreeka’s Revenge» «Месть Шреки»                           | Билл Вульф | Билл Вульф и Гордон Брэссак        | 27 ноября 1992   |
| Эйприл случайно получает кольцо, которое принадлежало Шреко, бывшей помощнице Крэнга. Та собирается вернуть её. Злодей: Шреддер, Крэнг и Шреко |            |                                                             |            |                                    |                  |
| 134 | 8          | «Too Hot to Handle» «Горячее дельце»                        | Билл Вульф | Френсис Мосс                       | 31 октября 1992  |
| Таинственная машина заставляет Землю двигаться к Солнцу. Племянник Вернона, Фостер идёт помогать черепахам. |            |                                                             |            |                                    |                  |
| 135 | 9          | «Nightmare in the Lair» «В Стране кошмаров»                 | Билл Вульф | Базз Диксон                        | 7 октября 1992   |
| Новейшее изобретение Донателлы, шлем «Сон-о-Видение», заставляет Микеланджело и Леонардо застрять в мире кошмаров, в то время как логово терроризирует человек по имени Фредди Крюгер. Злодеи: Фредди Крюгер |            |                                                             |            |                                    |                  |
| 136 | 10         | «Phantom of the Sewers» «Призрак сточных труб»              | Билл Вульф | Майкл Ривз                         | 14 октября 1992  |
| Черепахи помогают человеку с изуродованным лицом (на самом деле высушенной краской) остановить ограбление банка. Ссылка на титул: Призрак оперы Злодей: Руфус Хигбер |            |                                                             |            |                                    |                  |
| 137 | 11         | «Donatello Trashes Slash» «Донателло против Слэша»          | Рег Лодж   | Майкл Ривз и Бринн Стефенс         | 21 октября 1992  |
| Старый враг черепашек, Слэш возвращается и став супергением, он решает превратить всех людей в черепах. Злодей: Слэш |            |                                                             |            |                                    |                  |
| 138 | 12         | «Leonardo is Missing» «Исчезновение Леонардо»               | Билл Вульф | Френсис Мосс                       | 10 октября 1989  |
| Леонардо исчез, братья должны найти его, пока Сплинтер тренируется. Между тем, узнав об исчезновении Леонардо, Шреддер и Крэнг используют Голографическую Клокающую Машину на Бибопе, который превращается в пропавшего лидера. Бибопу дано задание прикинутся лидером и опозорить черепах. Злодей: Шреддер, Крэнг, Бибоп и Рокстеди |            |                                                             |            |                                    |                  |
| 139 | 13         | «Snakes Alive!» «Змеи возвращаются!»                        | Билл Вульф | Майкл Эденс и Марк Эдвард Эденс    | 11 октября 1989  |
| Черепашки пытаются помочь Леонардо преодолеть боязнь змей. В это время учёный, который превратился в змею пытается превратить город в болото. Злодеи: Профессор Змей и Пинки МакФингерс |            |                                                             |            |                                    |                  |
| 140 | 14         | «Polly Wanna Pizza» «Полли хочет пиццу»                     | Билл Вульф | Роберт Шули и Марк МакКоркл        | 12 октября 1989  |
| Микеланджело покупает попугая и называет его Полли. Птица принадлежала преступнику, который украл редкий ключ, который расположен вокруг шеи Полли. Именно этим ключом он пытается открыть хранилище, в котором спрятан Gulubi Ruby, драгоценный камень. Злодей: Mugsy MacGuffin |            |                                                             |            |                                    |                  |
| 141 | 15         | «Mr. Nice Guy» «Пай-Мальчик»                                | Билл Вульф | Дэвид Уайз                         | 13 октября 1989  |
| Донателло превращает Рафаэля в слишком хорошего парня и теперь он не может сражаться. Узнав об этом безумный учёный решает сделать полицейских слишком добрыми, чтобы они не помешали ему совершать преступления. Ссылка на титул: No More Mr. Nice Guy Злодей: Профессор Фон Шринк |            |                                                             |            |                                    |                  |
| 142 | 16         | «Sleuth on the Loose» «Сыщик идёт по следу»                 | Билл Вульф | Фред Вульф                         | 16 октября 1989  |
| Тётя Эйприл помогает черепашкам остановить безумного учёного, который пытается уничтожить мир, с помощью устройства конца света Злодей: Профессор Фон Волт Примечание: Последнее появление мрамора Агаты. |            |                                                             |            |                                    |                  |

### Сезон 7 (1993)
«Путешествие в Европу». Хронологически этот сезон берёт начало после 142 серии. Технодром всё ещё находится на дне Арктического океана в последней серии, когда он отправляется назад в измерение Икс. Однако, события сезона происходят во время 4-го сезона, в то время как Технодром находился в измерении Х. Эти серии были созданы до 4-го сезона и вышли в эфир в 1993 году в США, а в Европе, были показаны в 1992 году.
| № общий | № в сезоне | Название                                                               | Режиссёр                     | Автор сценария              | Премьера в США   |
| --- | ---------- | ---------------------------------------------------------------------- | ---------------------------- | --------------------------- | ---------------- |
| 143 | 1          | «Tower of Power» «Башня черепашьей силы»                               | Брюно-Рене Юше & Tor Clockey | Майкл Эденс                 | 18 сентября 1993 |
| После выигрыша тура по Европе, черепашки путешествуют в Париже, Франции. В это же время, Шреддер, Бибоп и Рокстеди планируют украсть металл с Эйфелевой башни, чтобы включить питание Технодрома. Злодеи: Шреддер, Крэнг, Бибоп и Рокстеди. |            |                                                                        |                              |                             |                  |
| 144 | 2          | «Rust Never Sleeps» «Ржавчина не дремлет»                              | Брюно-Рене Юше               | Ли Шнайдер и Matthew Malach | 18 сентября 1993 |
| В Париже черепашки и Сплинтер посещают Лувр. В это же время, Шреддер и Крэнг планирует окислить известные мировые достопримечательности и памятники, они портят Эйфелеву башню. Злодеи: Шреддер, Крэнг, Бибоп и Рокстеди. |            |                                                                        |                              |                             |                  |
| 145 | 3          | «A Real Snow Job» «Настоящая снежная работа»                           | Брюно-Рене Юше               | Сьюзэн Мисти Стюарт         | 25 сентября 1993 |
| В Австрийских Альпах, Крэнг планирует использовать своё новое изобретение, чтобы растопить альпийские ледники. Примечание: Первое появление Руди. Злодеи: Шреддер, Крэнг, Руди, Бибоп и Рокстеди. |            |                                                                        |                              |                             |                  |
| 146 | 4          | «Venice on the Half Shell» «Спасение Венеции»                          | Брюно-Рене Юше               | Сьюзэн Мисти Стюарт         | 25 сентября 1993 |
| Черепахи взяли тур по Венеции, Италии, как раз во время ежегодного фестиваля Марди Гра, который Эйприл и Ирма снимают для канала № 6. Тем временем, Шреддер и Крэнг планируют украсть бесценные сокровища Венеции, с помощью Гидроплаксера, затопить город. Злодеи: Шреддер, Крэнг, Бибоп и Рокстеди. |            |                                                                        |                              |                             |                  |
| 147 | 5          | «Artless» «Похитители шедевров»                                        | Брюно-Рене Юше               | Даг Молитор                 | 2 октября 1993   |
| Двое межгалактических коллекционеров крадут бесценные произведения искусства из музеев Флоренции в Италии. Примечание: Первое появление Межгалактических коллекционеров. Злодеи: Межгалактические коллекционеры. |            |                                                                        |                              |                             |                  |
| 148 | 6          | «Ring of Fire» «Огненное кольцо»                                       | Брюно-Рене Юше               | Майкл Эденс                 | 2 октября 1993   |
| Черепахи и Сплинтер прибывают в Лиссабон, Португалия, как раз во время ежегодного забега с быками. В это же время, Шреддер, Бибоп и Рокстеди используют новые тепловые лучи Крэнг, чтобы сжечь город дотла, используя силу Солнца. Злодеи: Шреддер, Крэнг, Бибоп и Рокстеди. |            |                                                                        |                              |                             |                  |
| 149 | 7          | «The Irish Jig Is Up» «Приключения черепашек в Ирландии»               | Брюно-Рене Юше               | Джон Фокс                   | 9 октября 1993   |
| Черепахи и Сплинтер путешествуют в Дублине, столица Ирландии, земля мифа и легенды. В это же время, Шреддер, Бибоп и Рокстеди используют трансформатор превращая всех милых, пушистых зверей в Дублине в злобных зверей. Злодеи: Шреддер, Крэнг, Бибоп и Рокстеди. |            |                                                                        |                              |                             |                  |
| 150 | 8          | «Shredder's New Sword» «Новый меч Шреддера»                            | Брюно-Рене Юше               | Френсис Мосс и Тед Педерсен | 9 октября 1993   |
| Шреддер получает во владение мифический меч, и объявляет себя "Королём Шреддером". Черепахи, вместе с Мерлином, должны принять меры против него или же средневековые времена будут сливаться с современным миром. Примечание: Первое появление Мерлина, короля Артура и королева Джиневра. Злодеи: Шреддер, Крэнг, Бибоп и Рокстеди. |            |                                                                        |                              |                             |                  |
| 151 | 9          | «The Lost Queen of Atlantis» «Королева исчезнувшей Атлантиды»          | Брюно-Рене Юше               | Майкл Эденс                 | 16 октября 1993  |
| Черепахи и Сплинтер путешествуют в Афинах, Греция. В это время Эйприл и Ирма покупают таинственный амулет. Злодеи: Шреддер, Крэнг, Бибоп и Рокстеди. |            |                                                                        |                              |                             |                  |
| 152 | 10         | «Turtles on the Orient Express» «Черепашки на «Восточном Экспрессе»»   | Брюно-Рене Юше               | Даг Молитор                 | 16 октября 1993  |
| Черепахи в путешествие на знаменитом Восточном экспрессе, который проходит от Лионского вокзала в Париже, Франции в Стамбул, Турцию. Шреддер также на борту и планирует использовать новый термоядерный сверх-ускоритель Крэнга, чтобы запустить Восточный экспресс в крупнейшее нефтяное месторождение в Румынской столице Бухаресте, чем вызовет хаус и разрушения. Злодеи: Шреддер, Бибоп и Рокстеди. |            |                                                                        |                              |                             |                  |
| 153 | 11         | «April Gets in Dutch» «Эйприл в затруднительном положении»             | Брюно-Рене Юше               | Сьюзэн Мисти Стюарт         | 23 октября 1993  |
| В Амстердаме, Нидерландах, Черепахи должны остановить Шреддера от кражи бриллианта, при помощи которого Крэнг должен питать лазерный клинок измерений. Шреддер есть конкуренты, два неуклюжих вора также хотят алмаз для себя. Примечание: Первое появление Спатца и Дака. Злодеи: Шреддер, Крэнг, Спатц, Дак, Бибоп и Рокстеди. |            |                                                                        |                              |                             |                  |
| 154 | 12         | «Northern Lights Out» «Погасшее северное сияние»                       | Брюно-Рене Юше               | Френсис Мосс и Тед Педерсен | 23 октября 1993  |
| Черепахи и Эйприл посещают конференцию альтернативной энергетики в Норвегии. В это время научные записки ведущего учёного украдены современными викингами. Примечание: Первое появление профессор Свенсона и Эрика красного глаза. Злодеи: Эрик красный глаз. |            |                                                                        |                              |                             |                  |
| 155 | 13         | «Elementary, My Dear Turtle» «Элементарно, черепашонок»                | Брюно-Рене Юше               | Дэннис О’Флаэрти            | 30 октября 1993  |
| Черепахи в Англии, они были отправлены прошлое, с помощью экспериментальных атомных часов. Они должны объединиться с Шерлоком Холмсом и доктором Ватсоном, чтобы получить часы назад и вернуться в настоящее время. Примечание: Первое появление Шерлока Холмса, доктора Ватсона и Джеймса Мориарти. Злодеи: Джеймс Мориарти. |            |                                                                        |                              |                             |                  |
| 156 | 14         | «Night of the Dark Turtle» «Ночь чёрной черепахи»                      | Билл Хуттен и Тони Лав       | Дэвид Уайз                  | 30 октября 1993  |
| После битвы со Шредером заставляет Донателло ударить лазерным лучом, его личность превращается в костюмированного супергероя, известного как Тёмная Черепаха. Его миссия: искать и уничтожать Шреддер. Между тем, динозавровская инопланетная раса под названием Трикератон вторгается в Землю. Злодей: Шреддер Примечание: Роб Полсен делает своё возвращение в озвучивание голоса Рафаэля. |            |                                                                        |                              |                             |                  |
| 157 | 15         | «The Starchild» «Звёздное дитя»                                        | Билл Хуттен и Тони Лав       | Дэвид Уайз                  | 6 ноября 1993    |
| Маленькое инопланетное существо, названное Quirx, землетрясения на Земле, с межгалактическими штурмовиками в горячем погоне. Черепахи должны выяснить, как вернуть Квиркс на свою родную планету, прежде чем Земля будет уничтожена. Злодей: Драко |            |                                                                        |                              |                             |                  |
| 158 | 16         | «The Legend of Koji» «Легенда о Коджи»                                 | Билл Хуттен и Тони Лав       | Дэвид Уайз                  | 6 ноября 1993    |
| Шреддер использует машину времени, чтобы вернуться в древнюю Японию. В 1583 году он планирует победить Хамато Коджи, человека, который основал Клан большой ноги, и великого предка Сплинтера, поскольку если Хамато Коджи побеждён, тогда мастер Сплинтер никогда бы не родился, и Черепахи навсегда остались бы обычными черепашками. Злодей: Шреддер Примечание: Первый эпизод о черепашках где не должна появится ЭйприлО'Нил. Примечание: «Крэнг, Бибоп и Рокстеди не входят в этот эпизод.                          |            |                                                                        |                              |                             |                  |
| 159 | 17         | «Convicts from Dimension X» «Узники Измерения Икс»                     | Билл Хуттен и Тони Лав       | Джек Мендельсон             | 13 ноября 1993   |
| Двое заключённых из Измерения X выведены на Землю, когда портативный генератор у Донателлы не исправен. К сожалению, Вернон и Ирма перевозятся в тюрьму Измерение X на их место. Черепахи должны победить этих осуждённых и как-то спасти Ирму и Верна. Злодеи: Размеры X осуждённых Примечание: «мастер Сплинтер не входит в этот эпизод. Примечание: Первый Размер X - тематический эпизод без Крэнга и Шреддера. |            |                                                                        |                              |                             |                  |
| 160 | 18         | «White Belt, Black Heart» «Чёрное сердце»                              | Билл Хуттен и Тони Лав       | Джек и Кэрол Мендельсоны    | 13 ноября 1993   |
| В то время как сенсей Сплинтера, Мого-сан, посещает Нью-Йорк, преступная банда ниндзя, известная как «Чёрная сердечная банда», терроризирует город бушующим преступлением, а внук Мого-сан, Йоку, является их лидером. Черепахи и Сплинтер должны остановить Шреддер и Чёрную Сердцевую банду от кражи секретных карт ядерных ракетных объектов. Злодеи: Шреддер, мистер Крокер и Чёрная сердце ниндзя-банды Примечание: Джеймс Эйвери озвучивает Шреддера в последний раз. Ссылка на титул: Белый охотник, Чёрное сердце |            |                                                                        |                              |                             |                  |
| 161 | 19         | «Night of the Rogues» «Ночь негодяев»                                  | Билл Хуттен и Тони Лав       | Дэвид Уайз                  | 20 ноября 1993   |
| В попытке окончательно победить Черепах раз и навсегда, Шреддер собирает Кожеголового, Tempestra, Scumbug, Хром Дома, Antrax, Крысиного короля и Слэша, чтобы сформировать команду, которая слишком много доказывает для Черепах. Злодеи: Разбойники Примечание: Окончательные появления Зак, Лезерхед, Темпестра, Хром Купол и Слэша. Примечание: В этом эпизоде, Leatherhead озвучивал Питером Ренадаем вместо Джима Каммингса. Примечание: Остальная часть сезона Шреддера озвучивает Таунсенд Коулман                 |            |                                                                        |                              |                             |                  |
| 162 | 20         | «Attack of the Neutrinos» «Нападение Нейтринов»                        | Билл Хуттен и Тони Лав       | Дэвид Уайз                  | 20 ноября 1993   |
| Нейтрино возвращаются и помогают черепахам в сохранении нового изобретения из кланов Крэнга. Злодеи: Шреддер Примечание: Последние появления Нейтрино. |            |                                                                        |                              |                             |                  |
| 163 | 21         | «Escape from the Planet of the Turtleoids» «Бегство с планеты Черепах» | Билл Хуттен и Тони Лав       | Дэвид Уайз                  | 27 ноября 1993   |
| Керма космическая черепаха снова возвращается, чтобы Черепахи помогли в программировании новых защитных роботов своего города, но Groundchuck и Dirtbag также вернулись в город, чтобы вызвать проблемы. Злодеи: Шреддер, Крэнг, Бибоп, Рокстеди, Капитан Дредд, Ярлык и Дартбаг Примечание: Мастер Сплинтер не входит в этот эпизод. Примечание: Окончательный внешний вид Kerma, Groundchuck и Dirtbag. |            |                                                                        |                              |                             |                  |
| 164 | 22         | «Revenge of the Fly» «Месть мухи»                                      | Билл Хуттен и Тони Лав       | Дэвид Уайз                  | 27 ноября 1993   |
| Бакстер Стокман и его инопланетный компьютер возвращаются на Землю из Dimensional Limbo и овладевают Ретро-Мутаген Ray Gun Shredder. После кражи сущностей различных насекомых и паукообразных он использует их, чтобы превратить людей в мутантных насекомых и паукообразных. Черепахи должны сражаться с существами и возвращать людей к нормальной жизни. Злодеи: Шреддер и Бакстер Стокман Примечание: Мастер Сплинтер не входит в этот эпизод. Примечание: Последнее появление Бакстера Стокмана.                    |            |                                                                        |                              |                             |                  |
| 165 | 23         | «Atlantis Awakes» «Атлантис»                                           | Билл Хуттен и Тони Лав       | Дэвид Уайз                  | 4 декабря 1993   |
| Черепахи обнаруживают атлантический город, а не в Древней Греции, но в наше время. После встречи с Мердудом, на самом деле является истинным Королём Атлантиды, Черепахи должны победить Шреддера и свергнуть Бибопа, который был создан как марионеточный король. Злодей: Шреддер Ссылка на титул: Atlantis Attacks Примечание: Мастер Сплинтер не входит в этот эпизод. Примечание: Эприл О`Нил, Верн, Бёрн Томпсон и Ирма не входят в этот эпизод.                                                                     |            |                                                                        |                              |                             |                  |
| 166 | 24         | «Dirk Savage: Mutant Hunter!» «Дирк Сэвидж: охотник на мутантов»       | Билл Хуттен и Тони Лав       | Дэвид Уайз                  | 4 декабря 1993   |
| Профессиональный мутант-охотник Дирк Сэвидж связан с округлением мутантов Нью-Йорка, Токка и Рахзар, Двое из Панк-лягушек, Леонардо, Микеланджело и Мондо Гекко все становятся жертвами и становятся частью армии мутантного пуля. Злодеи: A.J., Говард, Токка и Рахзар Примечание: Окончательные появления Мондо Гекко и Панков-лягушек. |            |                                                                        |                              |                             |                  |
| 167 | 25         | «Invasion of the Krangazoids» «Нашествие Кренгов»                      | Билл Хуттен и Тони Лав       | Дэвид Уайз                  | 11 декабря 1993  |
| Чтобы победить черепах, Крэнг создаёт для себя шесть клонов. Но, когда клоны начинают думать сами за себя, и Крэнг теряет контроль, Черепахи должны спасти город. Злодеи Шреддер, Крэнг и Крангазоиды Примечание: Мастер Сплинтер не входит в этот эпизод. |            |                                                                        |                              |                             |                  |
| 168 | 26         | «Combat Land» «Боевые аттракционы»                                     | Билл Хуттен и Тони Лав       | Дэвид Уайз                  | 11 декабря 1993  |
| Новый тематический парк развлечений открыт с тематическими достопримечательностями Shogun, Medieval & Future. Черепах приглашают испытать достопримечательности, но когда роботы в парке начинают играть слишком грубо, черепахи находятся в большой беде. Злодей: Горацио Стрессбар Примечание: Мастер Сплинтер не входит в этот эпизод. |            |                                                                        |                              |                             |                  |
| 169 | 27         | «Shredder Triumphant!» «Триумф Шреддера»                               | Билл Хуттен и Тони Лав       | Дэвид Уайз                  | 18 декабря 1993  |
| После возвращения Технодрома на поверхность, Шреддер и Крэнг ловушки Черепах и отправить их в Измерении X, где они становятся рабами. Тем временем Шреддер и Крэнг снова вернулись на Землю, когда они пытаются захватить мир. Злодей: Шреддер Примечание: Последний эпизод, когда Таунсенд Коулман озвучивал - Шреддера. Примечание: Последний эпизод перед эпизодами «Красного неба». |            |                                                                        |                              |                             |                  |

### Сезон 8 (1994)
С этого сезона сериал стал более экшн-ориентированным. Изменения включают в себя более тёмный тон, изменение прорисовки персонажей и исчезновение из действия многих персонажей. Также была изменена заставка, включающая в себя кадры из первого кинофильма, вышедшего за 4 года до этого. Эпизоды носят среди фанатов название «эпизоды Red Sky», так как теперь небо изображается красным. Технодром теперь в Измерении Икс, а Шреддер, Кренг, Бибоп и Рокстеди застряли на Земле.
| № общий | № в сезоне | Название                                                       | Режиссёр | Автор сценария | Премьера в США   |
| --- | ---------- | -------------------------------------------------------------- | -------- | -------------- | ---------------- |
| 170 | 1          | «Get Shredder!» «Шреддер угрожает»                             | Тони Лав | Дэвид Уайз     | 17 сентября 1994 |
| Шреддер и Крэнг ища временное убежище в Нью-Йорке, решают обосноваться в Зале Наук. Но там Крэнга похищает его бывший помощник Дракус (Берсерко), который с помощью Крэнга пытается построить машину, чтобы уничтожить город. Шреддер в это время захватывает Шестой Канал и угрожает черепашкам взорвать телестудию вместе с её сотрудниками если те не принесут ему Крэнга через 30 минут. Злодей: Шреддер, Дракус д. и. Берсерко Примечание: Последнее появление здания Шестого Канала. |            |                                                                |          |                |                  |
| 171 | 2          | «Wrath of the Rat King» «Коварный план Крысиного короля»       | Тони Лав | Дэвид Уайз     | 24 сентября 1994 |
| После уничтожения Шестого Канала, Берн Томпсон начинает именовать черепах, как угрозу человечеству и черепашки начинают осознавать, что их действия приносят лишь проблемы. В это время Шреддер нанимает Крысиного Короля, чтобы тот разобрался с черепашками, взамен Шреддер должен мутаген, который сделает крыс Крысиного Короля больше. Злодей: Крысиный Король |            |                                                                |          |                |                  |
| 172 | 3          | «State of Shock» «Мегавольт побеждён»                          | Тони Лав | Дэвид Уайз     | 1 октября 1994   |
| По всему городу группа ниндзя во главе Мегавольта воруют электричество со всех электростанций. Берн Томпсон винит во всём черепашек. Черепашки решают найти логово Мегавольта, но на их пути встают Вооружённые силы США. Злодей: Мегавольт |            |                                                                |          |                |                  |
| 173 | 4          | «Cry H.A.V.O.C.!» «Внимание: С. М. У. Т. А. !»                 | Тони Лав | Дэвид Уайз     | 8 октября 1994   |
| Черепашки встречаются с мутантами из организации С. М. У. Т. А. возглавляемым Титанусом. В ходе этого Рафаэль и Донателло решают остаться в С. М. У. Т. А. так как люди никогда не впустят мутанта их в своё общество. Вскоре узнаются истинные планы Титануса, который пытается превратить всех жителей Нью-Йорка в мутантов, Злодей: С. М. У. Т. А. |            |                                                                |          |                |                  |
| 174 | 5          | «H.A.V.O.C. in the Streets!» «С. М. У. Т. А. на улицах города» | Тони Лав | Дэвид Уайз     | 15 октября 1994  |
| Титанус и его С. М. У. Т. А. на этот раз они планируют построить платформу Sky, чтобы они могли получить потерянный Flux Transformer с военной базы. Титанус создаёт нового мутанта, называемого Синапсом, существом чистой энергии, которое может управлять любым механическим. Черепахи должны остановить Титанус и его злые планы раз и навсегда. Примечание: Окончательные появления Берн Томпсон и Вернон Фенвик. Примечание: Мастер Сплинтер не входит в этот эпизод. Злодей: С. М. У. Т. А.                                                                                              |            |                                                                |          |                |                  |
| 175 | 6          | «Enter: Krakus» «Знакомьтесь: Кракус»                          | Тони Лав | Дэвид Уайз     | 22 октября 1994  |
| Ещё после Flux Transformer, Titanus и его мутанты отслеживают свои уникальные электронные сигналы, чтобы найти его и вернуть. Между тем, у Черепах полно рук, когда появляется силовик по имени Кракус. Черепахи должны выяснить, кто такой Кракус, является ли он другом или врагом. Примечание: Мастер Сплинтер не входит в этот эпизод. Злодей:С.М.У.Т.А. |            |                                                                |          |                |                  |
| 176 | 7          | «Cyber-Turtles» «Черепахи превращаются в киборгов»             | Тони Лав | Дэвид Уайз     | 29 октября 1994  |
| Крэнг и Шреддер украли Astro-Viewer, мощный телескоп, прежде чем отключить истребитель, проходящий через Землю. Однажды на борту истребителя Шреддер украл Огненную Звезду, кристаллический фрагмент с силой 1000 солнц, что делает его обладателем непобедимым. Кранг нуждается в этом, чтобы управлять Вселенной и объединять Землю с Измерением X. Примечание: Последнее появление Кейси Джонса. Злодей: Шреддер и Крэнг |            |                                                                |          |                |                  |
| 177 | 8          | «Turtle Trek» «Черепашки идут по следу»                        | Тони Лав | Дэвид Уайз     | 5 ноября 1994    |
| Крэнга и Шреддер используют силу города для управления новым Transdimensional Portal Кранга в Dimension X, чтобы они наконец получили доступ к своим армиям и ресурсам Rock Soldier. Черепахи спасают жителя Dimension X, названного Gargon, захваченного в плен Крангом на Земле, который соглашается помочь отследить Шреддера, Крэнга, Бибопа и Рокстеди. Примечание: Эйприл не появляется в этом эпизоде. Злодей: Шредер Примечание: Последние появления General Traag, Бибоба и Рокстеди. Примечание: Последний эпизод со Шреддером в качестве главного злодея. Ссылка на титул: Star Trek |            |                                                                |          |                |                  |

### Сезон 9 (1995)
Теперь Лорд Дрегг появляется в качестве главного антагониста.
| № общий | № в сезоне | Название                                                     | Режиссёр | Автор сценария           | Премьера в США   |
| --- | ---------- | ------------------------------------------------------------ | -------- | ------------------------ | ---------------- |
| 178 | 1          | «The Unknown Ninja» «Неизвестный ниндзя»                     | Тони Лав | Марк Эденс и Боб Форвард | 16 сентября 1995 |
| Таинственный молодой человек, который следил за движениями черепах, хочет тренироваться под руководством мастера Сплинтера. Тем временем гонка Черепах прекратит планы лорда Дрегга о глобальном господстве. Злодей: Лорд Дрегг Примечание: Первые появления лорда Дрегга, Хайтек и Картера. Примечание: Последнее появление Turtle Blimp. |            |                                                              |          |                          |                  |
| 179 | 2          | «Dregg of the Earth» «Дрегг на земле»                        | Тони Лав | Марк Эденс и Боб Форвард | 23 сентября 1995 |
| Черепахи пытаются остановить Техно-банду Дрегга от кражи Протон-ускорителя, но из-за вмешательства Картера инопланетяне убегают. Dregg нуждается в устройстве для восстановления своего Молекулярного Конвертера, но Черепахи должны разоблачить истинные намерения Дрегга. Злодей: Лорд Дрегг |            |                                                              |          |                          |                  |
| 180 | 3          | «The Wrath of Medusa» «Новый противник — Медуза»             | Тони Лав | Марк Эденс и Боб Форвард | 30 сентября 1995 |
| Дрегг нанимает инопланетного охотника за головами по имени Медуза, чтобы помочь захватить Черепах. Черепахи должны бороться с этой новой угрозой. Тем временем Картер понимает, что он скорее помеха, чем помощь. Злодей: Медуза |            |                                                              |          |                          |                  |
| 181 | 4          | «The New Mutation» «Новая мутация»                           | Тони Лав | Дэвид Уайз               | 7 октября 1995   |
| Черепахи решили доказать истинные мотивы Дрегга, после того, как они были арестованы военной полицией в лаборатории Hyper Dyne Labs. Техно Ган украл вещество под названием X-Fire, высоко взрывоопасное топливо. Черепахи также всё ещё сталкиваются с их нестабильными мутациями. Между тем, чужой слизень, называемый Slorr, люки и начинает терроризировать город. Злодей: Лорд Дрегг |            |                                                              |          |                          |                  |
| 182 | 5          | «The Showdown» «Черепашки участвуют в гладиаторских боях»    | Тони Лав | Дэвид Уайз               | 14 октября 1995  |
| Используя Hypno Transmitter, Dregg разрушает все телевизионные станции в городе с помощью гипнотического сигнала, который становится постоянным через 20 минут. После того, как Черепахи уничтожают его передатчик, Дрегг решает повторить мутаген Черепах, чтобы сделать его Техно Ган непобедимым. Примечание: Мастер Сплинтер не входит в этот эпизод. Злодей: Лорд Дрегг и Джет МакКейб |            |                                                              |          |                          |                  |
| 183 | 6          | «Split-Second» «Бесценные минуты»                            | Тони Лав | Дэвид Уайз               | 21 октября 1995  |
| Новый противник появляется в форме одержимого временем Хроноса, который бросил город в хаос из-за сбоев в работе всех часов. Могут ли Черепахи, Эйприл и Картер остановить его, пока не стало слишком поздно? Злодей: Хронос |            |                                                              |          |                          |                  |
| 184 | 7          | «Carter, the Enforcer» «Картер — помощник повелителя Дрегга» | Тони Лав | Дэвид Уайз               | 28 октября 1995  |
| Дрегг планирует построить Звёздный щит, устройство, которое, как утверждает Дрегг, защитит Землю от враждебных инопланетных захватчиков. Тем временем, Черепахи, с помощью Эйприл и её мини-камеры, надеются разоблачить Дрегга за мошенничество, которым он является. Черепахи также узнают, что Дрегг создал реплику Android Картера. Примечание: Первые появления Ландора и Меррика». Злодей: Лорд Дрегг |            |                                                              |          |                          |                  |
| 185 | 8          | «Doomquest» «Страшный противник Дрегга — Док»                | Тони Лав | Дэвид Уайз               | 4 ноября 1995    |
| Межпространственное существо, называемое Doomquest, приходит на Землю, чтобы попытаться получить мощный кристалл от лорда Дрегга. Черепахи обнаруживают, что их неустойчивые мутации теперь начинают заставлять их терять свой интеллект всякий раз, когда они мутируют в их новые формы. В конце концов, Эйприл удаётся разоблачить истинные намерения лорда Дрегга миру. Примечание: Роб Полсен в последний раз озвучивает Рафаэля. Примечание: Заключительный эпизод, написанный Дэвидом Уайзом. Злодей: Doomquest |            |                                                              |          |                          |                  |

### Сезон 10 (1996)
Десятый и последний сезон этого сериала. Шреддер и Крэнг вернулись на несколько серии, а Технодром всё ещё находится в Измерение X.
| № общий | № в сезоне | Название                                                    | Режиссёр | Автор сценария | Премьера в США   |
| --- | ---------- | ----------------------------------------------------------- | -------- | -------------- | ---------------- |
| 186 | 1          | «The Return of Dregg» «Возвращение Дрегга»                  | Тони Лав | Джеффри Скотт  | 14 сентября 1996 |
| В то время как Черепахи работают над использованием фрагментов вихревого кристалла для стабилизации их мутаций, лорд Дрегг планирует использовать фрагменты для создания другого вихревого кристалла для питания своего вихревого транспортёра. Между тем, второй заместитель команды Dregg, HiTech, взорван в космос, и его заменит ведущий учёный Дредга, Мунг, как его новый помощник. Злодей: Лорд Дрегг Примечание: Майкл Гоф заменяет Роба Полсена как голос Рафаэля. Примечание: Первое появление Мунга. Примечание: Окончательное появление HiTech. |            |                                                             |          |                |                  |
| 187 | 2          | «The Beginning of the End» «Начало конца»                   | Тони Лав | Джеффри Скотт  | 21 сентября 1996 |
| В то время как Рафаэль, Микеланджело, Донателло и Картер работают над тем, чтобы восстановить Леонардо своим обычным я, Мун украл весь плутоний с электростанции, чтобы Дредг построил Плутониевый луч, чтобы превратить Леонардо в радиоактивного убийцы. Ссылка на титул: Начало конца |            |                                                             |          |                |                  |
| 188 | 3          | «The Power of Three» «Сила Трёх»                            | Тони Лав | Джеффри Скотт  | 28 сентября 1996 |
| Лорд Дрегг телепортирует Шреддера и Крэнга из Измерения X в Dregnaught, чтобы узнать больше об оружии Черепах и Земли, но те и сами обернулись против него ради власти. Между тем, после постоянной стабилизации его мутации, Картер, наконец, покидает Черепахи и возвращается в колледж. Ссылка на титул: Сила трёх Злодеи: Лорд Дрегг, Крэнг и Шреддер |            |                                                             |          |                |                  |
| 189 | 4          | «A Turtle in Time» «Черепашка во времени»                   | Тони Лав | Джеффри Скотт  | 5 октября 1996   |
| После истощения энергии жизни Черепах и интеллекта Крэнга Дрегг становится супербытием и планирует уволить Vortex Transporter на Солнце, доведя часть Солнца до Земли. Если люди Земли откажутся сдаться, Дрегг заставит Землю стать вторым Солнцем, а затем он в конечном итоге сделает то же самое со всеми другими планетами во Вселенной. Тем временем, узнав о ситуации, Картер возвращается, и, зная, что он не может справиться с этим в одиночку, Картер контактирует с друзьями из черепах Ландором и Мерриком, которые приносят прошлое «черепах» к настоящему, а также Сплинтер упоминая ему что, несмотря на его мутацию будучи стабилизированным, есть шанс, что Картер всё ещё может мутировать. Злодеи: Шреддер, Крэнг и Лорд Дрегг                                                                                               |            |                                                             |          |                |                  |
| 190 | 5          | «Turtles to the Second Power» «Вторая сила Черепашек»       | Тони Лав | Джеффри Скотт  | 12 октября 1996  |
| После оживления сегодняшних Черепах Черепахи прошлого имеют только 3 часа, чтобы вернуться к своему времени, или они все перестанут существовать. Между тем, в течение 15 часов, которые потребовались, чтобы оживить Черепах, оставшаяся часть флота вторжения Дрегга была завершена и развязана на всей планете, и теперь Черепахи и Картер должны остановить Дрегга и Шреддера. В конце Shredder и Krang отправляются обратно в Dimension X, и после отправки прошлых черепах обратно к своему времени Ландор и Меррик дают Картеру предложение пойти с ними к своему времени в будущем, чтобы получить лечение, которое полностью вылечит его мутации. Картер принимает, и он, и черепахи, прощаются, пока он не удалится. Примечание: Последнее появления Шреддера, Кранга, Картера, Ландора и Меррика. Злодеи: Шреддер, Крэнг и Лорд Дрегг |            |                                                             |          |                |                  |
| 191 | 6          | «Mobster from Dimension X» «Гангстер из измерения Икс»      | Тони Лав | Джеффри Скотт  | 19 октября 1996  |
| Слизный амеба-подобный гангстер из Измерения X, известный как GlobFather, крадёт белковый компьютер. GlobFather работает над тем, чтобы Dregg & Dregg планировал использовать Protein Computer, чтобы взломать все телекоммуникационные системы Земли и военные компьютеры, чтобы контролировать их через собственный мозг. Злодей: GlobFather Примечание: Мастер Сплинтер не входит в этот эпизод. |            |                                                             |          |                |                  |
| 192 | 7          | «The Day the Earth Disappeared» «День, когда Земля исчезла» | Тони Лав | Джеффри Скотт  | 26 октября 1996  |
| Лорду Дреггу удалось открыть гигантский портал, который достаточно велик, чтобы вытащить всю Землю в Измерение X. При попытке выяснить, как остановить его, Леонардо, Донателло и Мастер Сплинтер вытащили через портал, после того, как Дрегг превратил портал в их, отправляя каждый из них по опасным чужим измерениям. Ссылка на титул: День, когда Земля остановилась Злодей: Лорд Дрегг |            |                                                             |          |                |                  |
| 193 | 8          | «Divide and Conquer» «Разделяй и властвуй»                  | Тони Лав | Джеффри Скотт  | 2 ноября 1996    |
| Лорд Дрегг, используя морфинг-костюм, способный мгновенно истощать жизненную силу других людей, поглощает силу пяти сверхсознаний и умножает их совокупную силу в сто раз, становясь богом. Он приходит после Черепах, которые должны отправиться в Измерение X и получить тело Андроида Крэнга от разрушенного Технодрома, если они хотят победить его. Ссылка на титул: Разделить и покорить Примечание: Шреддер и Крэнг упоминаются. Примечание: Окончательное появление Лорда Дрегга и Мунга. Злодей: Лорд Дрегг Примечание: Финальный эпизод из серии. |            |                                                             |          |                |                  |

### Спецвыпуски (1990—2017)
| №  | Название                                                                  | Режиссёр                                                                                                | Автор сценария                               | Дата премьеры                | Зрители США (миллионы) |
| -- | ------------------------------------------------------------------------- | --- | -------------------------------------------- | ---------------------------- | ---------------------- |
| S1 | «Cartoon All-Stars to the Rescue» «Герои мультфильмов приходят на помощь» | Directed by: Milton Gray, Marsh Lamore, Bob Shellhorn, Mike Svayko Supervising director: Karen Peterson | Duane Poole and Tom Swale                    | 21 апреля 1990               | N/A                    |
| S2 | «Turtles Forever» «Черепашки навсегда»                                    | Roy Burdine and Lloyd Goldfine                                                                          | Rob David, Matthew Drdek, and Lloyd Goldfine | 21 ноября 2009 (The CW4Kids) | N/A                    |
| S3 | «The Manhattan Project»Wormquake! «Манхэттэнский проект»                  | Michael Chang                                                                                           | Brandon Auman                                | 14 марта 2014 (Nickelodeon)  | 2.36                   |
| S4 | «Trans-Dimensional Turtles» «Межпространственные черепашки»               | Alan Wan                                                                                                | Brandon Auman                                | 27 марта 2016 (Nick)         | 1.53                   |
| S5 | «Wanted: Bebop & Rocksteady» «Разыскиваются: Бибоп и Рокстеди»            | Rie Koga                                                                                                | Peter Di Cicco                               | 12 ноября 2017 (Nick)        | 1.36                   |
| S6 | «The Foot Walks Again!» «Фут выходят снова!»                              | Sebastian Montes                                                                                        | Mark Henry                                   | 12 ноября 2017 (Nick)        | 1.36                   |
| S7 | «The Big Blowout» «Большое наступление»                                   | Alan Wan                                                                                                | Jed MacKay                                   | 12 ноября 2017 (Nick)        | 1.36                   |